# Trolebús

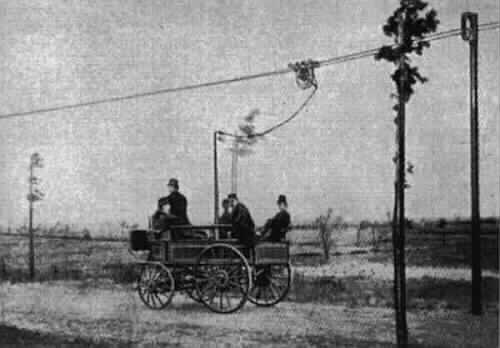
Primer trolebús del mundo en Berlín.

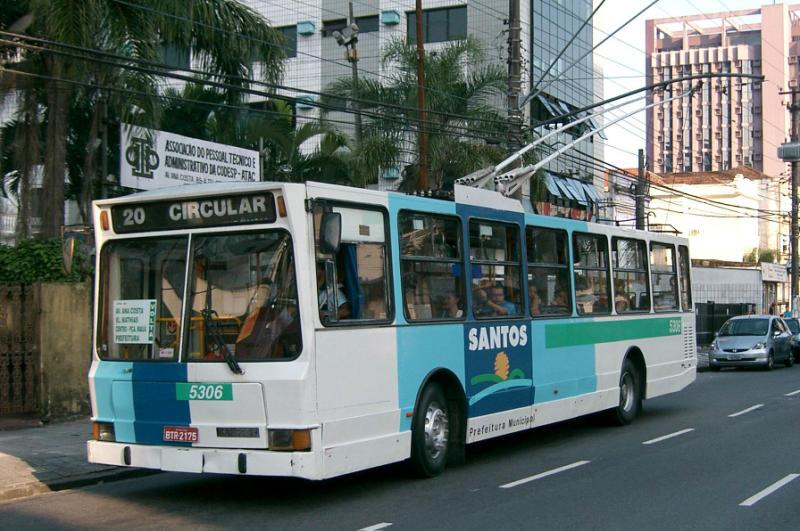
Trolebús en Santos (Brasil).

El trolebús, también conocido como trolley o trole, es un autobús eléctrico, alimentado por una catenaria de dos cables superiores desde donde toma la energía eléctrica mediante dos astas. El trolebús no hace uso de vías especiales o carriles en la calzada, como el tranvía, por lo cual es un sistema más flexible. Cuenta con neumáticos de caucho en vez de ruedas de acero en carriles.

## Historia

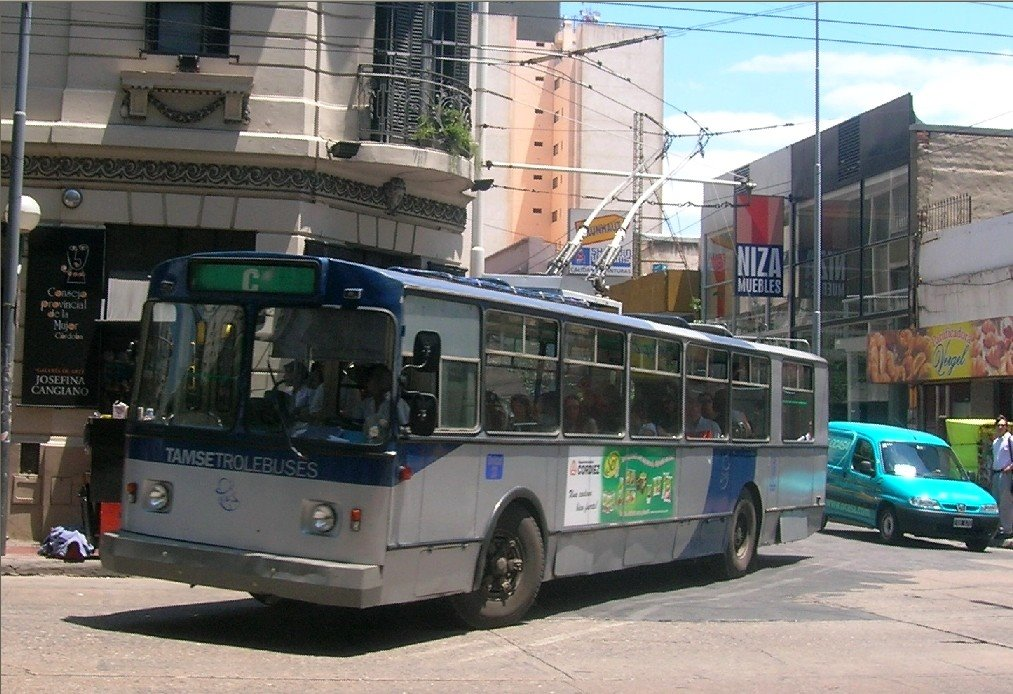
Trolebuses de la ciudad argentina de Córdoba.

La historia del trolebús empieza el 29 de abril de 1882, cuando Ernst Werner von Siemens hace andar su Elektromote en un suburbio de Berlín, que funcionó hasta el 13 de junio de 1882. La primera línea experimental, desarrollada por Lombard Gérin se puso en marcha para la Exposición Universal de París de 1900. Max Schiemann da un salto decisivo cuando el 10 de julio de 1901 implanta la línea de trolebuses para transporte público en Bielathal (cerca de Dresde) en Alemania.
El trolebús, como medio de transporte urbano a efectos prácticos, tiene su origen en EE. UU. a principios del siglo XX; en 1920 la factoría Brill de Filadelfia ya producía trolebuses, con gran aceptación de las compañías de transporte urbano, debido al gran parecido de sus mecánicas con el tranvía y con su tendido aéreo, lo que permitía al personal de la compañía familiarizarse rápidamente con su nuevo material.
El desarrollo del gran trolebús data de la primera década del siglo XX, cuando pareció ser un punto medio natural entre los vehículos eléctricos (tranvía) y los autobuses a gasolina. Los sistemas de trolebús pueden evitar obstáculos en la vía que un tranvía no puede, lo que aumenta la seguridad y no requiere la alta inversión de una línea de tranvía. También ofrece una capacidad de transporte intermedia entre los ómnibus y los tranvías (menos capacidad que un tranvía, más que un ómnibus) por hora y por dirección.
En Estados Unidos las petroleras y la industria de automóvil fueron condenadas a una multa federal por usar malas artes con las entidades públicas y privadas para la eliminación de tranvías y trolebuses y cualquier otro tipo de transporte eléctrico, reducción de todo tipo de transporte guiado, por fomentar el automóvil particular en urbanizaciones y todo tipo de transporte por carretera, tolerando los autobuses como mal menor siempre que no compitiera en igualdad de condiciones con el transporte privado, y asimismo por reducir el transporte ferroviario y fomentar la aviación.
El trolebús se desarrolló ampliamente en los países de la Europa Oriental o de la URSS, donde se implantaron en casi todas las ciudades con más de 200 000 habitantes.
Algunas empresas de transporte público, empezando por la Brooklyn-Manhattan Transit Corporation (BMT) de Nueva York, enunciaron el concepto de all-four. Esto es, el empleo de autobuses, trolebuses, tranvías y metros como un sistema integrado y complementario entre los sistemas más ligeros y los más pesados. En especial los autobuses y trolebuses se consideraron un sistema para recorridos cortos que completaba otros sistemas de más largo recorrido, y más rápidos, como el metro, tren ligero o tren urbano.

## Esquema de un trolebús
Esquema de un trolebús, mostrando en este caso un Pullman Standard 43-CX N.º 814, el trolebús más antiguo del mundo aún en funcionamiento en la ciudad de Valparaíso, Chile.
|  | 1. Tendido eléctrico 2. Letrero de recorrido 3. Espejo retrovisor externo 4. Farol 5. Puertas delanteras 6. Primer eje simple delantero 7. Puertas traseras 8. Segundo eje dual trasero 9. Barras decorativas 10. Tensadores 11. Soga 12. Cabezal 13. Troles de pértiga o plumas 14. Zapato de troles o plumas 15. Base troles 16. Número de máquina |

## Ventajas e inconvenientes

### Ventajas
- Los trolebuses son de particular importancia para ciudades escarpadas o montañosas, donde la electricidad es más efectiva que el diésel a la hora de subir colinas; además, tienen mayor adherencia que los tranvías.

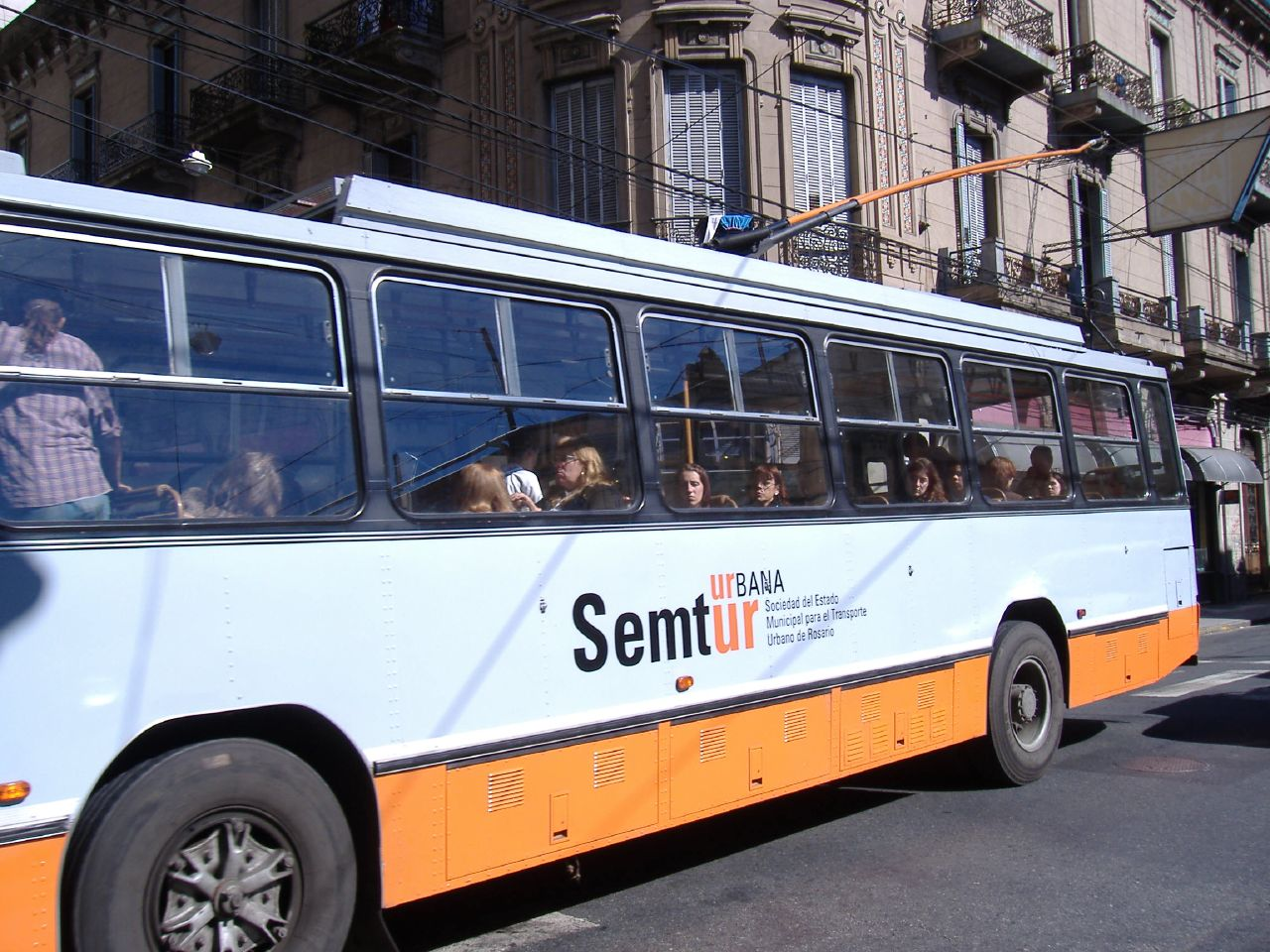
Trolebús de Rosario, Argentina.

- Los trolebuses, al igual que todos los vehículos eléctricos, suelen verse como un medio de transporte más compatible con el medio ambiente que los autobuses de combustión, que consumen hidrocarburos y emiten gases. La utilización de energía producida en centrales eléctricas tiene ventajas sobre los motores de explosión: es más eficiente, puede utilizar mayor variedad de combustibles y es más conveniente para el control de la contaminación y se puede reutilizar el calor generado suministrando agua caliente para todo tipo de usos (industrias, hospitales, instalaciones deportivas), o generación de frío con equipos de absorción. En todo caso, también se puede utilizar la electricidad renovable.

- Otra ventaja que rara vez está presente en otros vehículos (excepto algunos turismos híbridos) es que pueden generar energía eléctrica a partir de la energía cinética cuando frenan o van cuesta abajo en un proceso llamado frenado regenerativo.

- Se ha sugerido que los trolebuses se volverán obsoletos en una economía de hidrógeno, que no acaba nunca de llegar. Sin embargo, la transmisión directa de electricidad, como la usada en el trolebús, es mucho más eficiente que la producción, el transporte, el almacenamiento y el aprovechamiento energético del hidrógeno en celdas de combustible en un factor de 2,2 a 1, y mucho menos peligroso.

### Inconvenientes
El trolebús comparte ventajas con el tranvía y el autobús pero también algunas desventajas:
- Si el trolebús se separa accidentalmente de la catenaria, se para. Por el mismo motivo, los recorridos posibles se limitan a los tramos con catenarias instaladas. Sin embargo, se puede incorporar una batería o un motor térmico convencional para permitir una mayor versatilidad.

- Los neumáticos producen más resistencia que las ruedas metálicas sobre los carriles y, por tanto, un mayor gasto de electricidad respecto a un tranvía.

- Si repentinamente ocurre un apagón eléctrico no funcionarán (a menos que cuenten con una fuente de respaldo como una batería inercial o un motor auxiliar).

## Interruptores (desvíos)

### Interruptor de filovía del trolebús
Los interruptores de línea aérea del trolebús (designados “ramas” en algunos países) son una parte estándar del equipo en los lugares en donde una línea del trolebús bifurca o ramifica en dos. Un interruptor puede estar en “derecho on” en líneas que se desea el giro a la derecha, o “derecho off” si se desea que siga recto a menos que se haya accionado, y revierte automáticamente después de algunos segundos. El accionamiento es causado a menudo por un par de contactos o electroimanes, con uno unido a cada fase del alambre, situado cerca pero antes del interruptor en sí mismo. (Sería al revés para casos de giro a la izquierda, estableciendo el modo estándar según sea la preferencia a seguir recto o a efectuar el giro.
Los tres tipos más comunes de interruptor son Energía-on/Energía-off, Selectric, y Fahslabend.
- 1.º Interruptor Energía-on/ Energía-off se acciona si el trolebús está tomando energía de los alambres aéreos, generalmente acelerando, cuando los postes pasan sobre los contactos. (Los contactos se alinean en los alambres en este caso).

- 2.º Un interruptor de Selectric tiene un diseño similar, pero los contactos en los alambres son no alineados sino sesgados, a menudo a un ángulo de 45 grados. Esta posición oblicua significa que un trolebús que va derecho no accionará a través el interruptor, sino que un trolebús que procura una vuelta aguda (generalmente una vuelta derecha en países con tráfico derecho) hará a sus postes resolver los alambres en una posición oblicua que empareja con un poste delante del otro, que accionará el interruptor. (Este sistema es el clásico usado en los tranvías dotados de trole pues al estar su giro guiado por los raíles el vehículo arrastra el trole en su misma dirección y empuja la roldana contra el interruptor causando el cambio de filolínea).

- 3.º Para un interruptor de Fahslabend, el indicador de giro del trolebús (o un interruptor controlado por separado) causa una señal de radio cifrada de ser enviado de un transmisor montado en el trolebús (unido a menudo a uno de los postes de la pértiga). El receptor correspondiente se une al interruptor directamente, y lo causará al disparador si se recibe el código correcto. Esto tiene la ventaja que el conductor no necesita acelerar el trolebús (como con a Energía-on/Energía-off) o intentar para hacer una vuelta aguda (como con un interruptor de Selectric). Consecuentemente, muchas ciudades en que funcionan trolebúses han sustituido otros tipos de interruptor de desvío por interruptores Fahslabend.

## Cruces
Los cruces de línea aérea los hay de varios tipos, sencillo, perpendicular y oblicuo y también múltiple solo filovías o filovía-filolínea (tranvías) estos últimos son diferentes si el cruce tranviario usa trole o pantógrafo estos últimos suelen ser oblicuos para así no perder en ningún momento alimentación los vehículos.

## Galería

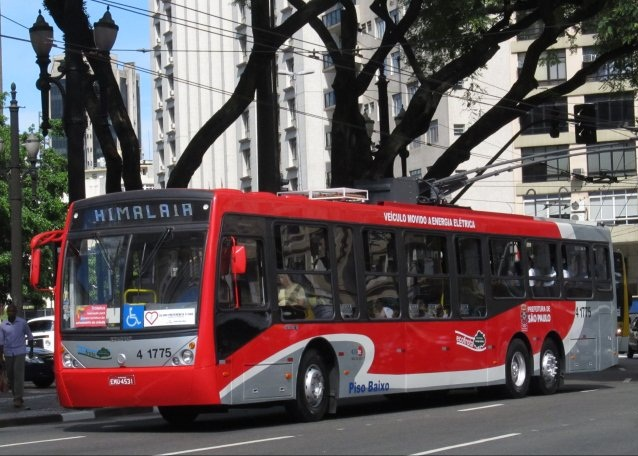
Un trolebús en el centro de São Paulo, Brasil.
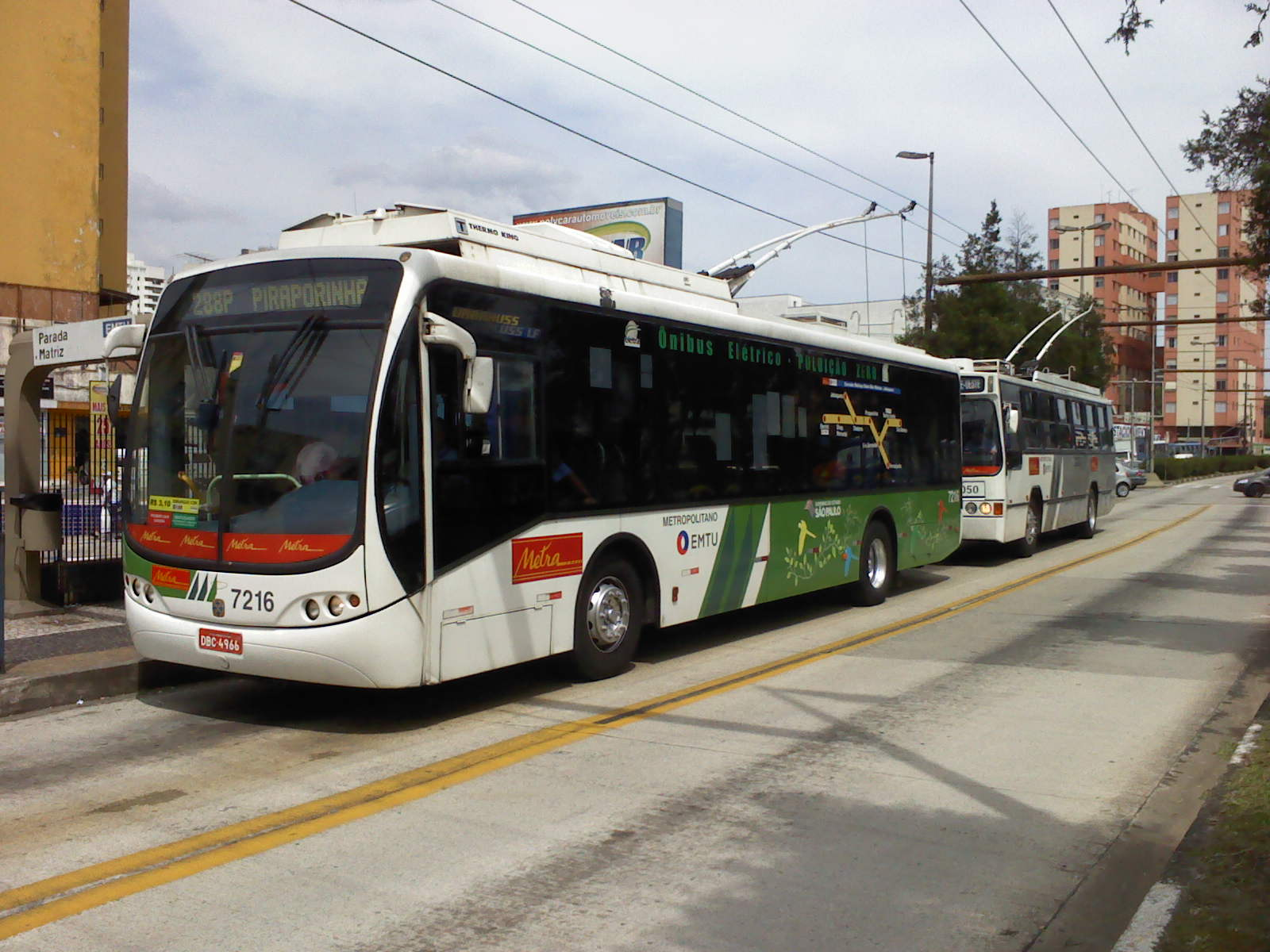
Algunos trolebuses en el corredor ABD en São Paulo, Brasil.
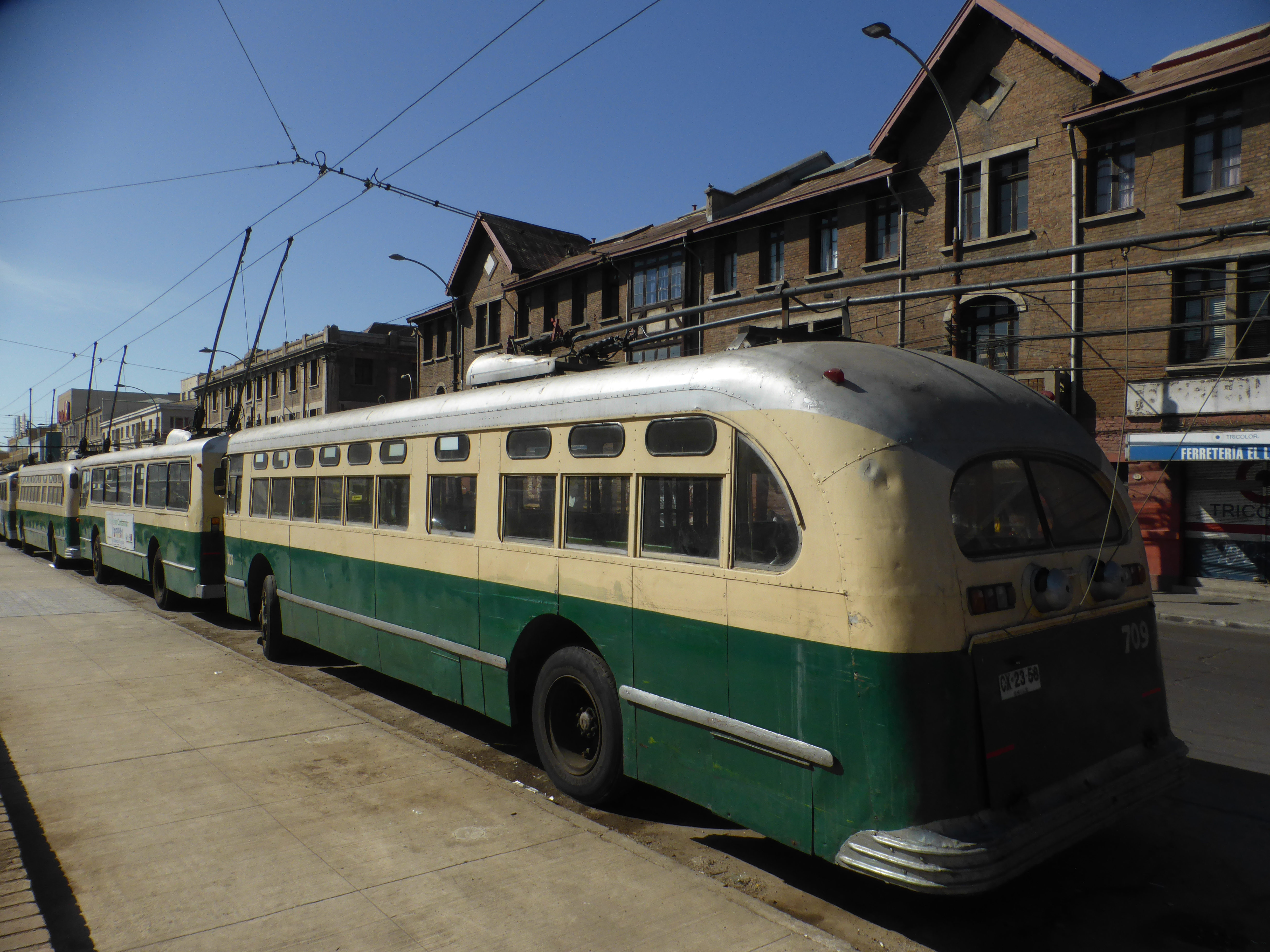
Varios trolebuses de Valparaíso, Chile.
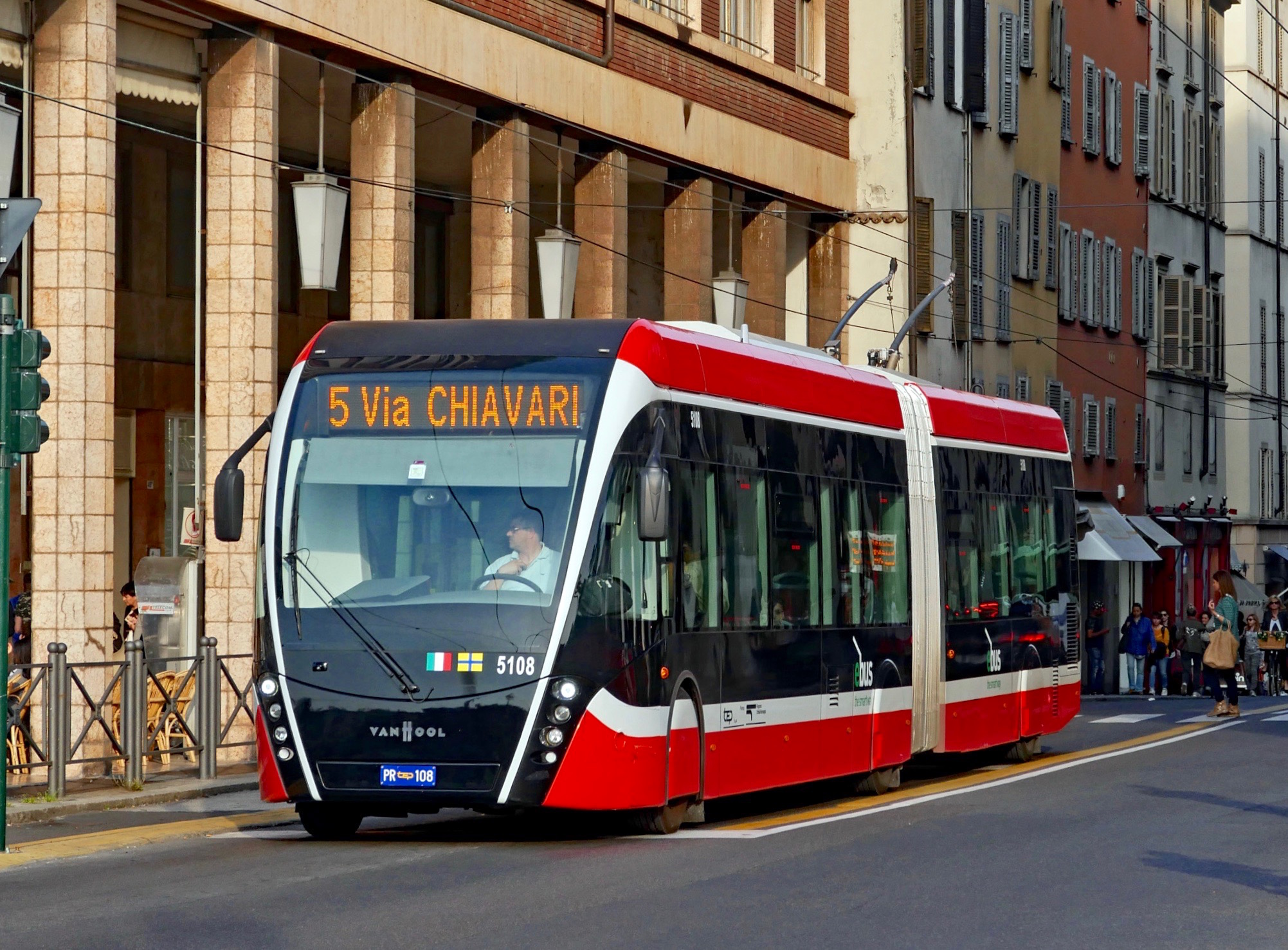
Un trolebús en Parma, Italia
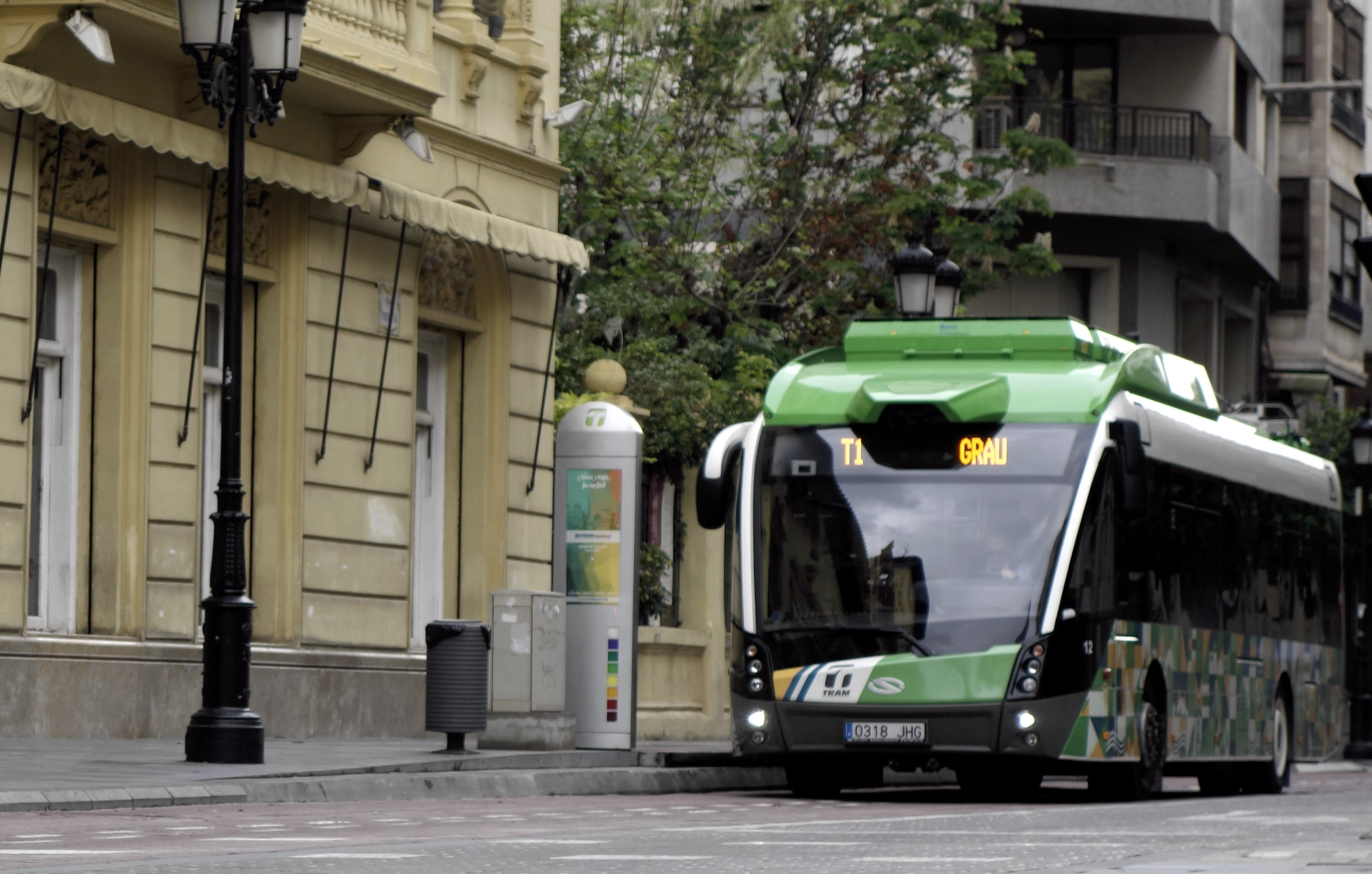
Un trolebús en Castellón de la Plana, España
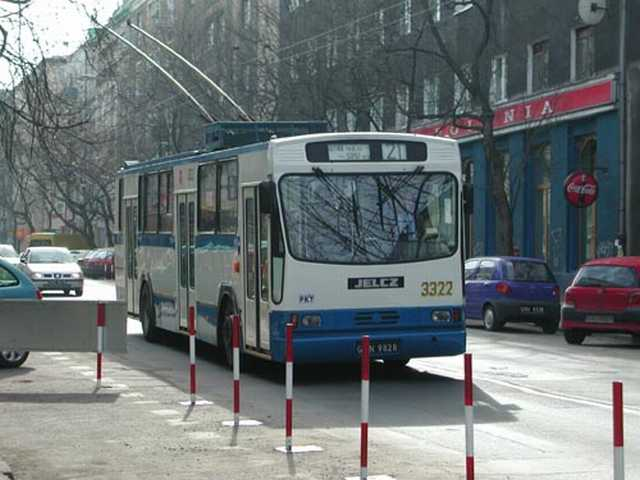
Trolebús en la ciudad de Gdynia, Polonia
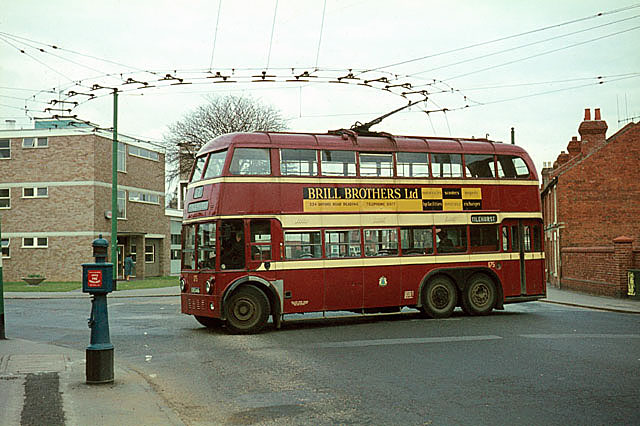
Un trolebús de dos pisos en Reading, Inglaterra, 1966
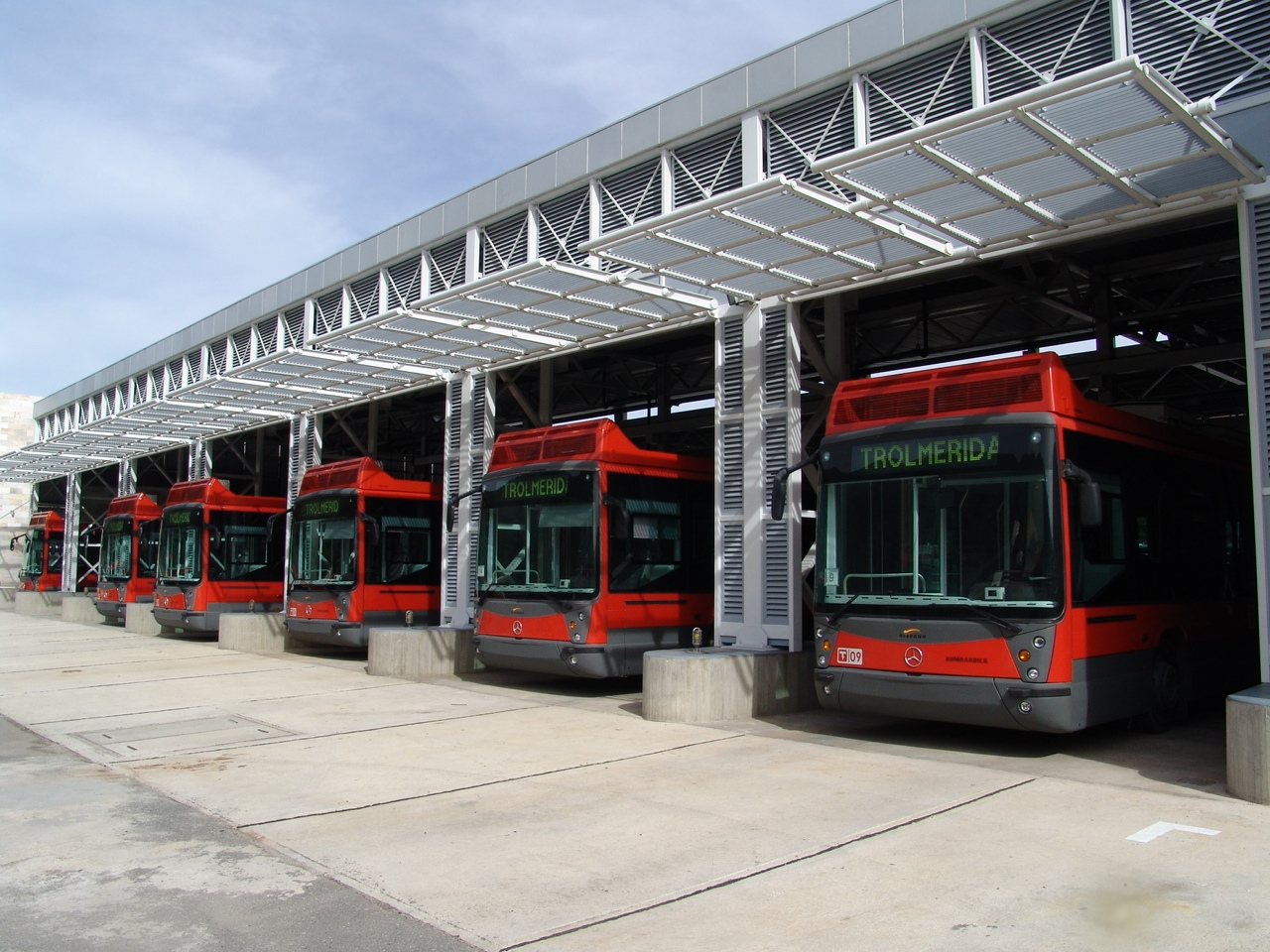
Trolmérida, Venezuela
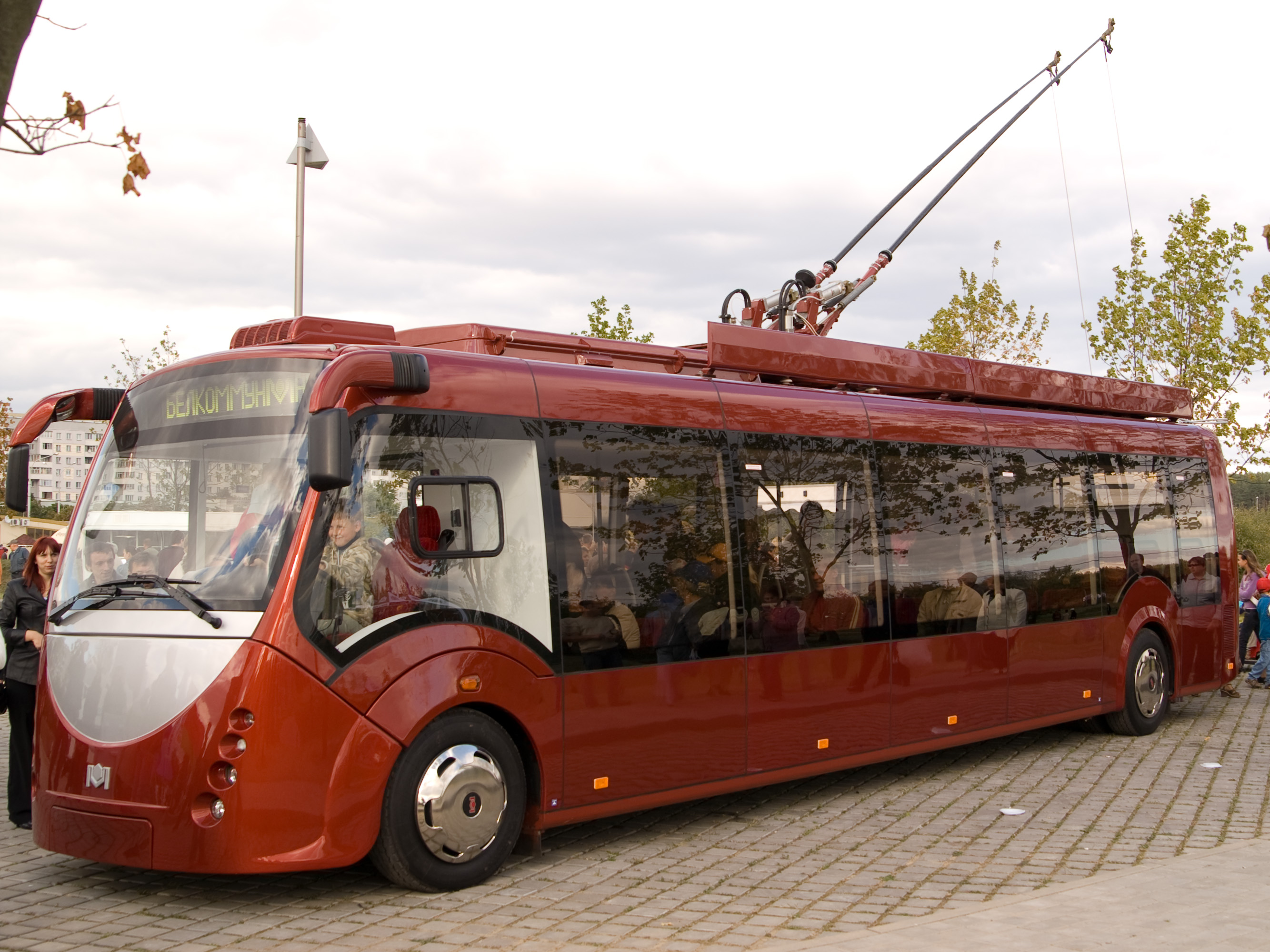
Moderno Trolebús en Minsk, Bielorrusia
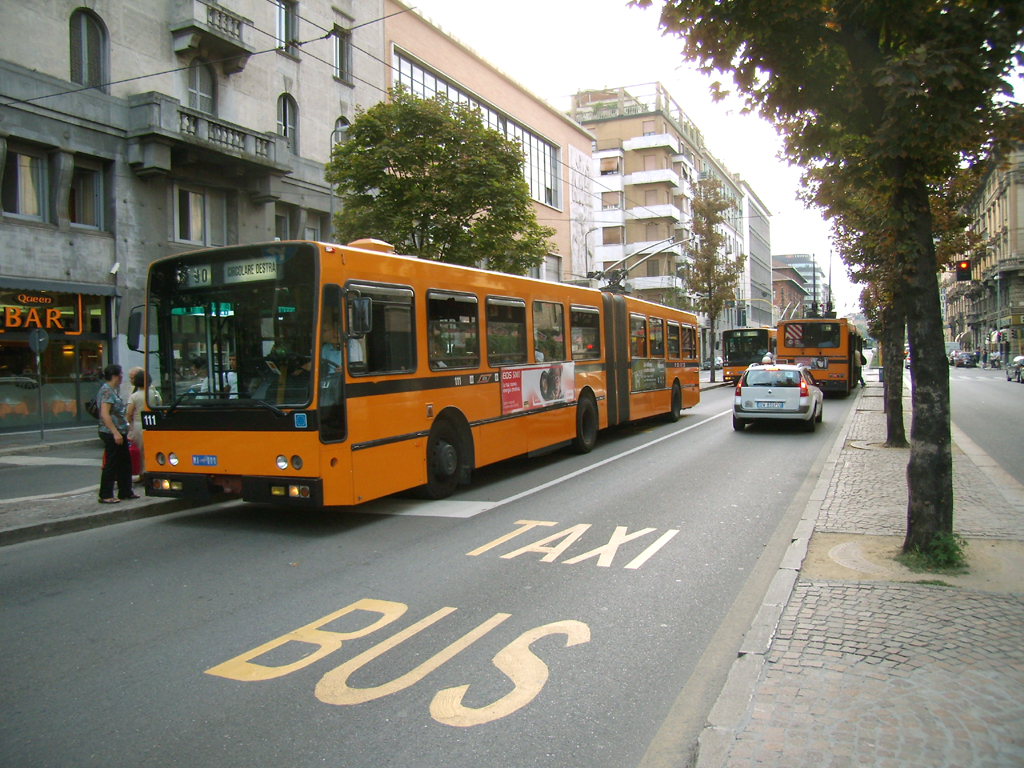
Trolebúses en la ciudad de Milán, Italia
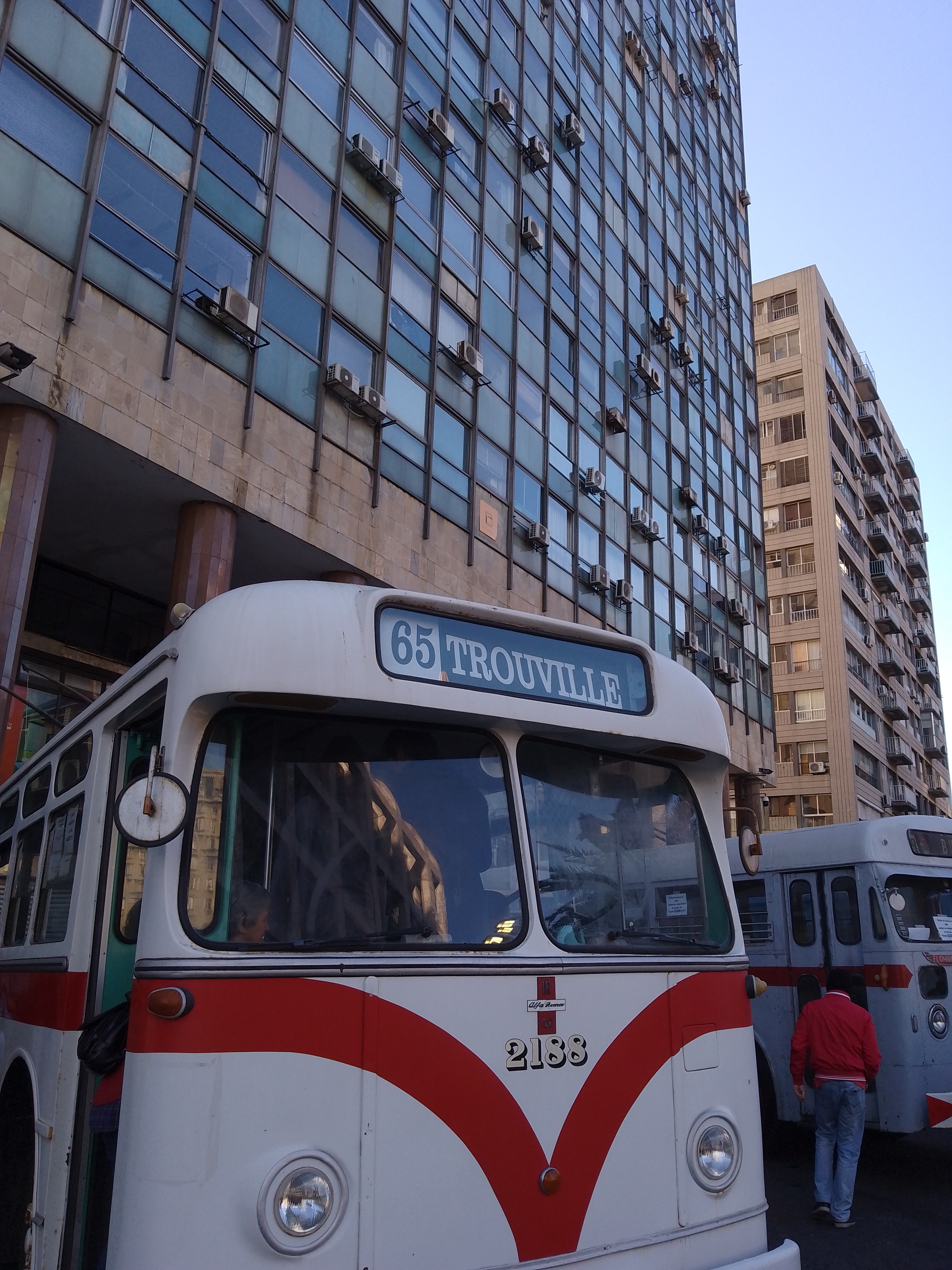
Trolebús Alfa Romeo con carrocería Fiat modelo Montevideo

## Trolebús guiado

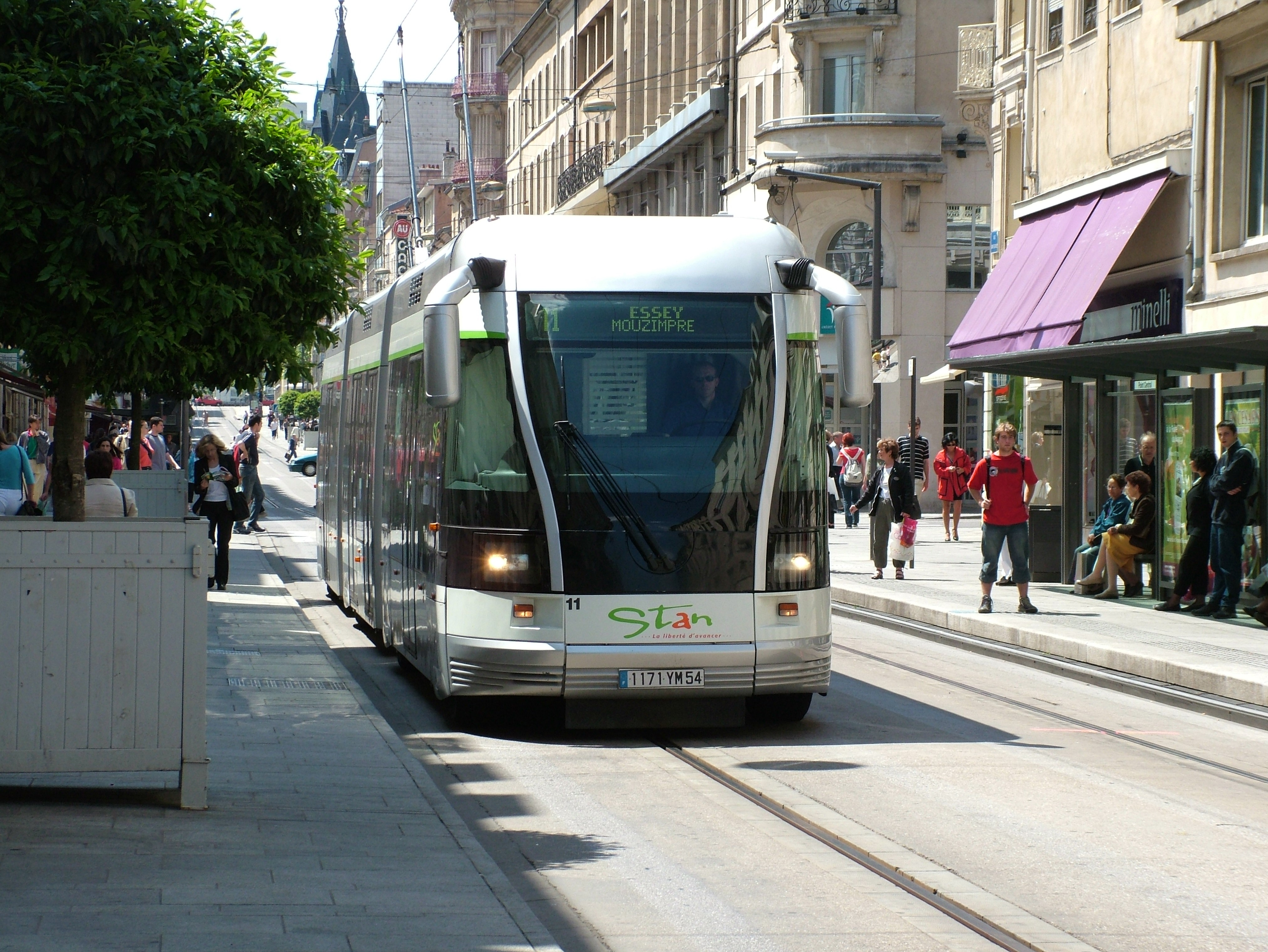
Trolebús guiado Bombardier Guided Light Transit (GLT, francés: Transport sur Voie Réservée «Transporte de Carril Reservado» o TVR) – Nancy, Francia.

Se trata de un híbrido entre el tranvía y el trolebús, que circula sobre neumáticos por la calzada normal, pero guiado por un carril central embutido en el pavimento.
En Caen (Francia) han dispuesto un tranvía unidireccional con neumáticos y carril central de guiado, alimentación tranviaria con filolínea, un hilo y pantógrafo con retorno por el carril. Dispone de generador diésel para su regreso a cocheras sin guiado por lo que para la legislación francesa es un autobús.
En Nancy (Francia) disponen de un sistema similar pero de alimentación por filovía y doble trole, por lo que puede circular en modo eléctrico con o sin guiado, también dispone de motor diésel para el cambio de sentido donde no hay bucle y para llevarlo a cocheras, el carril de guiado es incompatible con el de Caen. También está legislado como autobús.
La desventaja de estos dos sistemas es que ambos disponen de un solo fabricante y el operador no puede acudir al mercado de tranvías y trolebuses en busca de mejor precio o prestaciones (concursos).
Bombardier el fabricante de los sistemas de Caen y Nancy deja de producir ambos (realmente es el mismo sistema en dos variantes), porque no le es rentable mantener un producto que solo usan dos ciudades, por lo que estas están estudiando adoptar el Translorh, por lo que se han dirigido a Lorh, para estudiar la transformación que exigirá cambiar todo el carril guía y estudiar la alimentación en el caso de Nancy, (esta última tiene en explotación comercial tramos sin guiado), parece muy caro considerando que la única ciudad que lo usa, piensa en instalar un tranvía convencional.

## Trolebús y tranvía

### Catenaria
El trolebús puede utilizar una catenaria común de tres hilos con el tranvía.

### Tranvía sobre neumáticos
En Clermont-Ferrand han adoptado el Translohr un tranvía bidireccional sobre neumáticos, similar al sistema de Caen pero que solo funciona en modo eléctrico y de ningún modo puede operar sin guiado, por lo que el vehículo carece tanto de volante, espejos y luces automovilísticos como de placas de matrícula.
Al parecer será clausurado al agotar su vida útil y sustituido por un tranvía tradicional con guiado ferroviario y autobuses/trolebuses con guiado óptico.

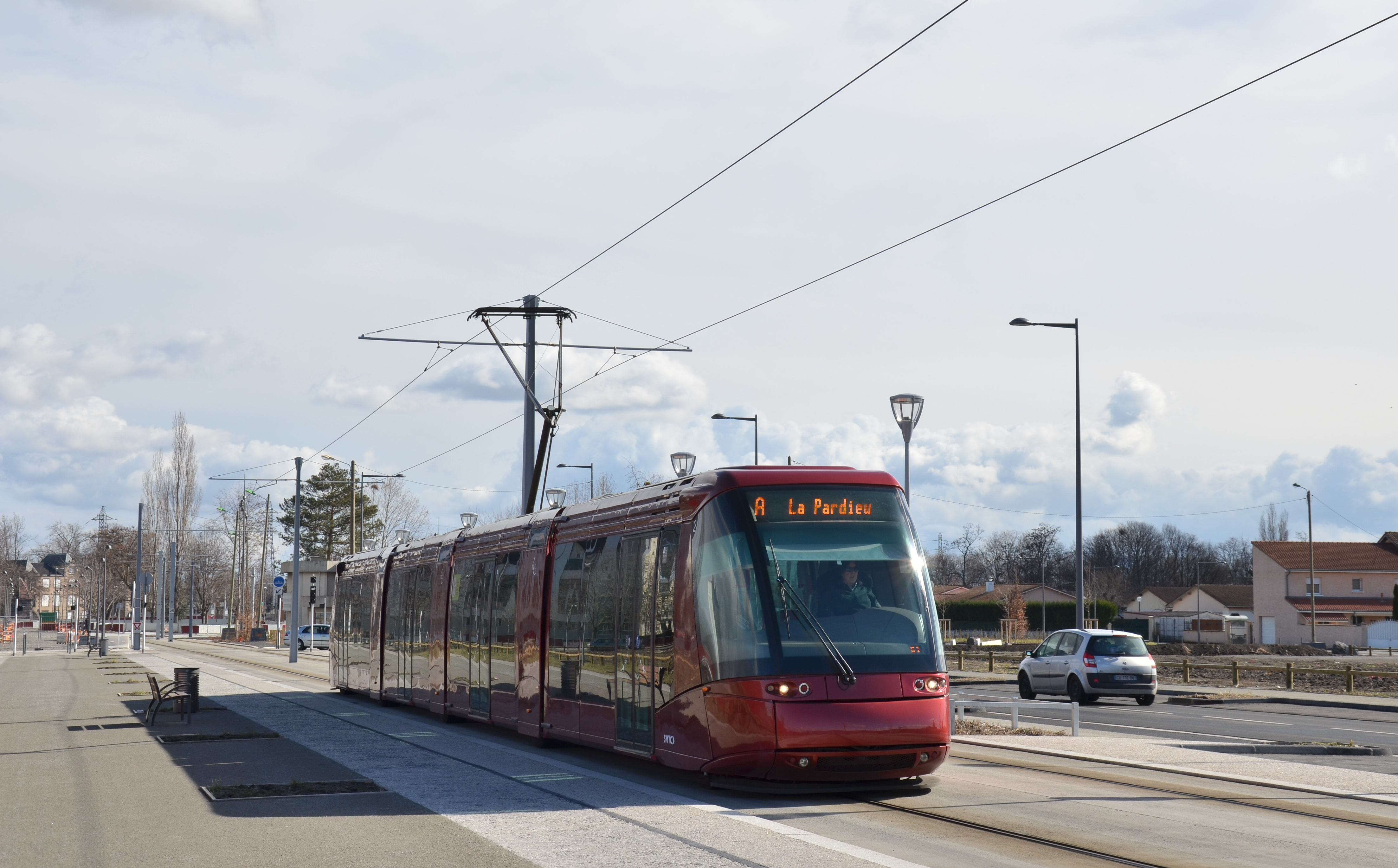
Translohr en Clermont-Ferrand, Francia (no debe confundirse con el trolebús)
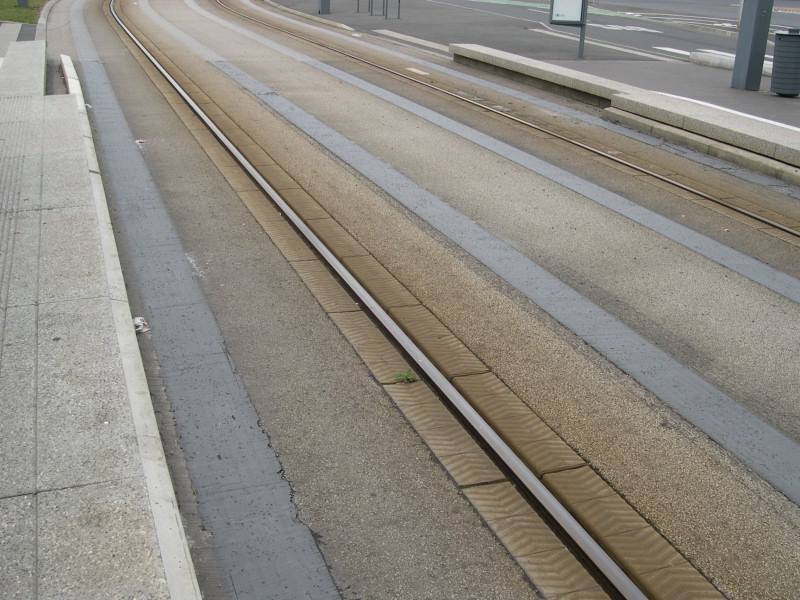
Sección del rail guía
Esquema de la guía central de riel sistema «Translohr» (verde) y la guía de las ruedas del vehículo (rojo), que agarran el carril perpendicularmente entre sí – Clermont-Ferrand Francia, Tianjin, China, Medellín Colombia, Venecia Italia y Padua Italia.
Sección transversal de la guía central de riel y la rueda guía del Bombardier GLT (Bombardier Guided Light Transit) – Nancy y Caen, Francia
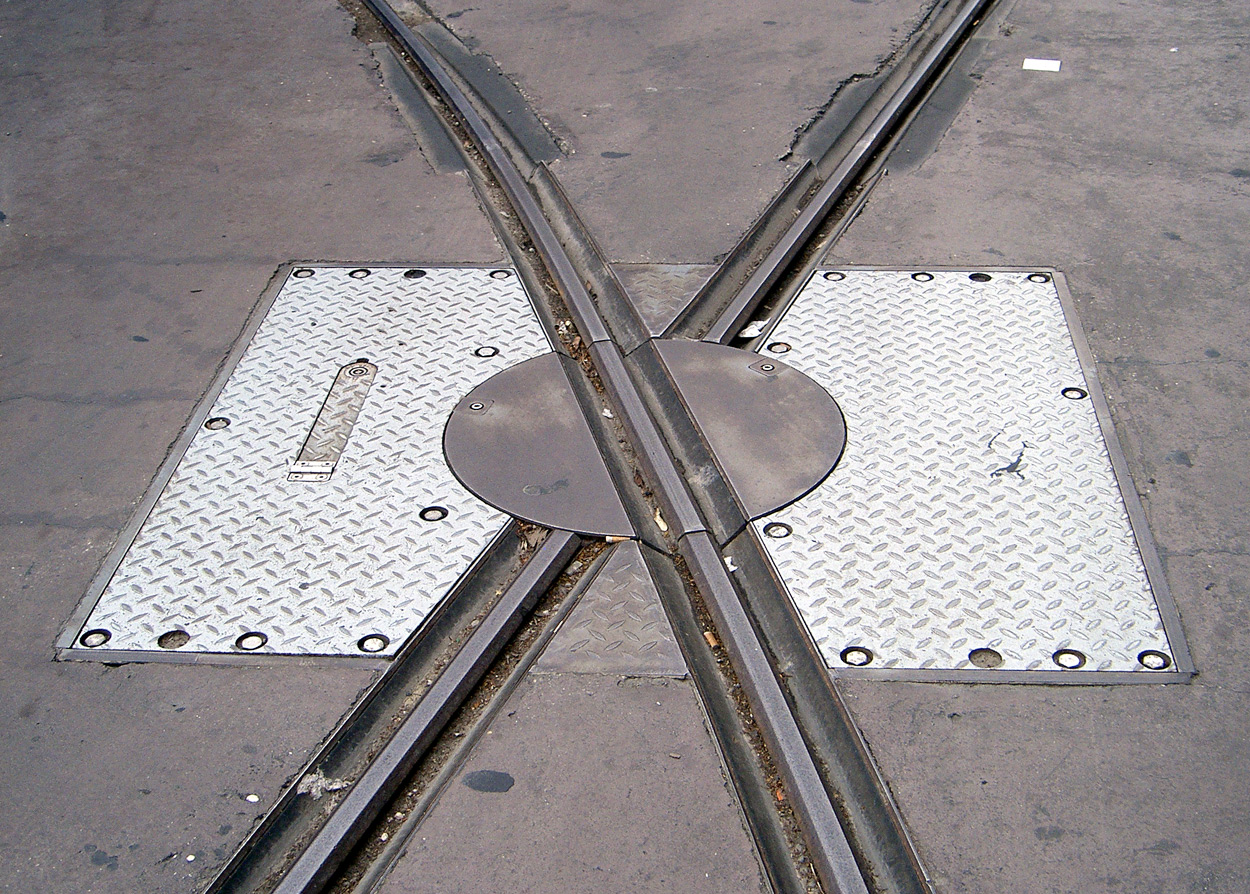
Contrario a los GLT / TVR y tranvías ordinarios donde las rutas de vías se cruzan, el sistema Translohr requiere un equipo especial para mantener la orientación continua.

#### Orientación óptica
También existe un sistema de orientación óptica en prueba que utilizan simples marcas pintadas en el suelo y un sistema óptico (láser o visión artificial).
En Castellón ya está funcionando el TRAM un trolebús guiado con generador diésel para alimentar sus motores eléctricos integrados en las llantas del vehículo y poder circular si es preciso sin filovía. Utiliza guiado láser con marcas en la calzada y plataforma exclusiva, pero puede circular perfectamente sin ellas.

## Algunos fabricantes de trolebuses
Europa:
- Breda (Italia)
- Hess (Suiza)
- Ansaldo (Italia)

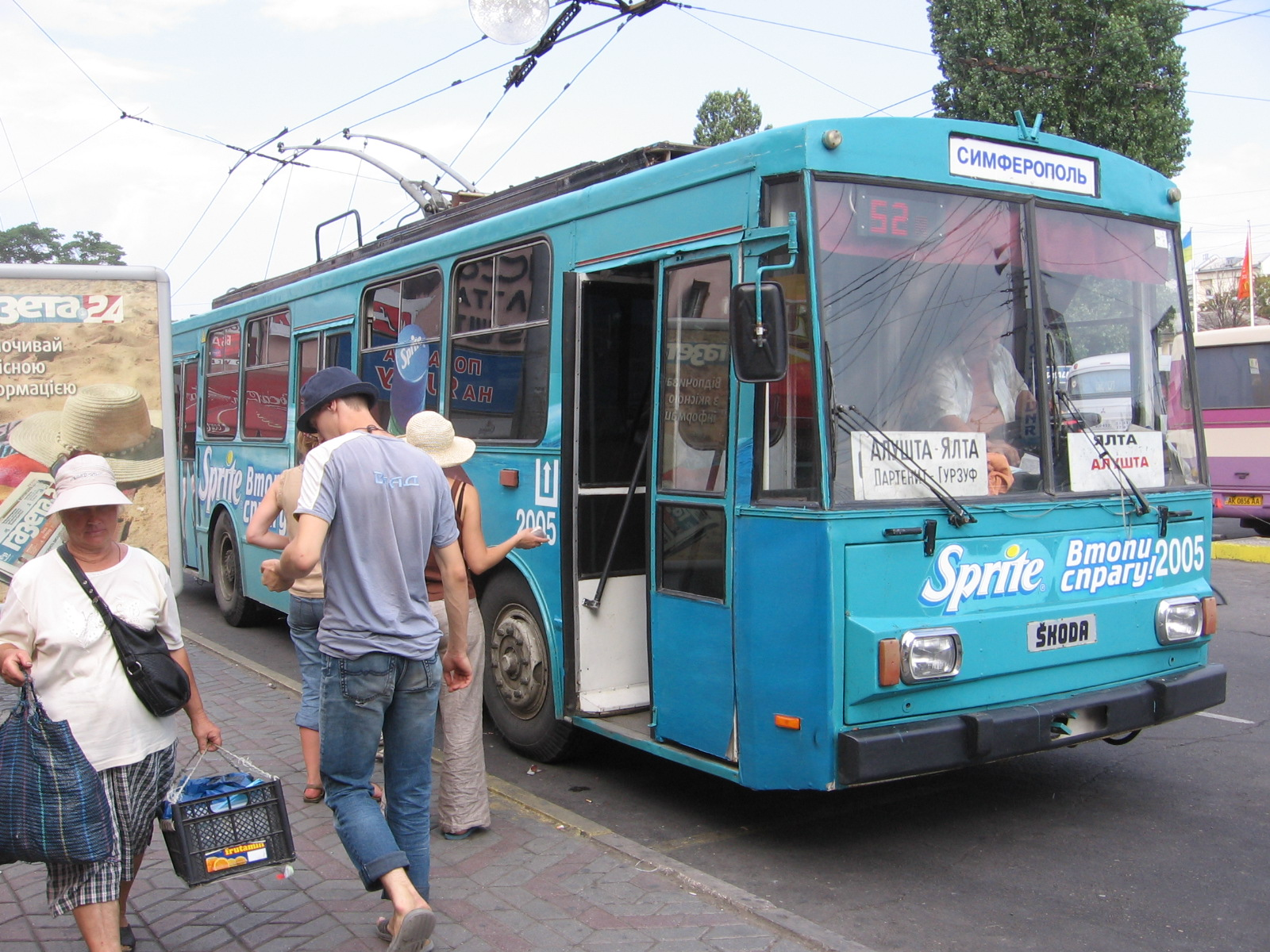
Trolebús nº52 Simferopol, Alushta, Yalta.

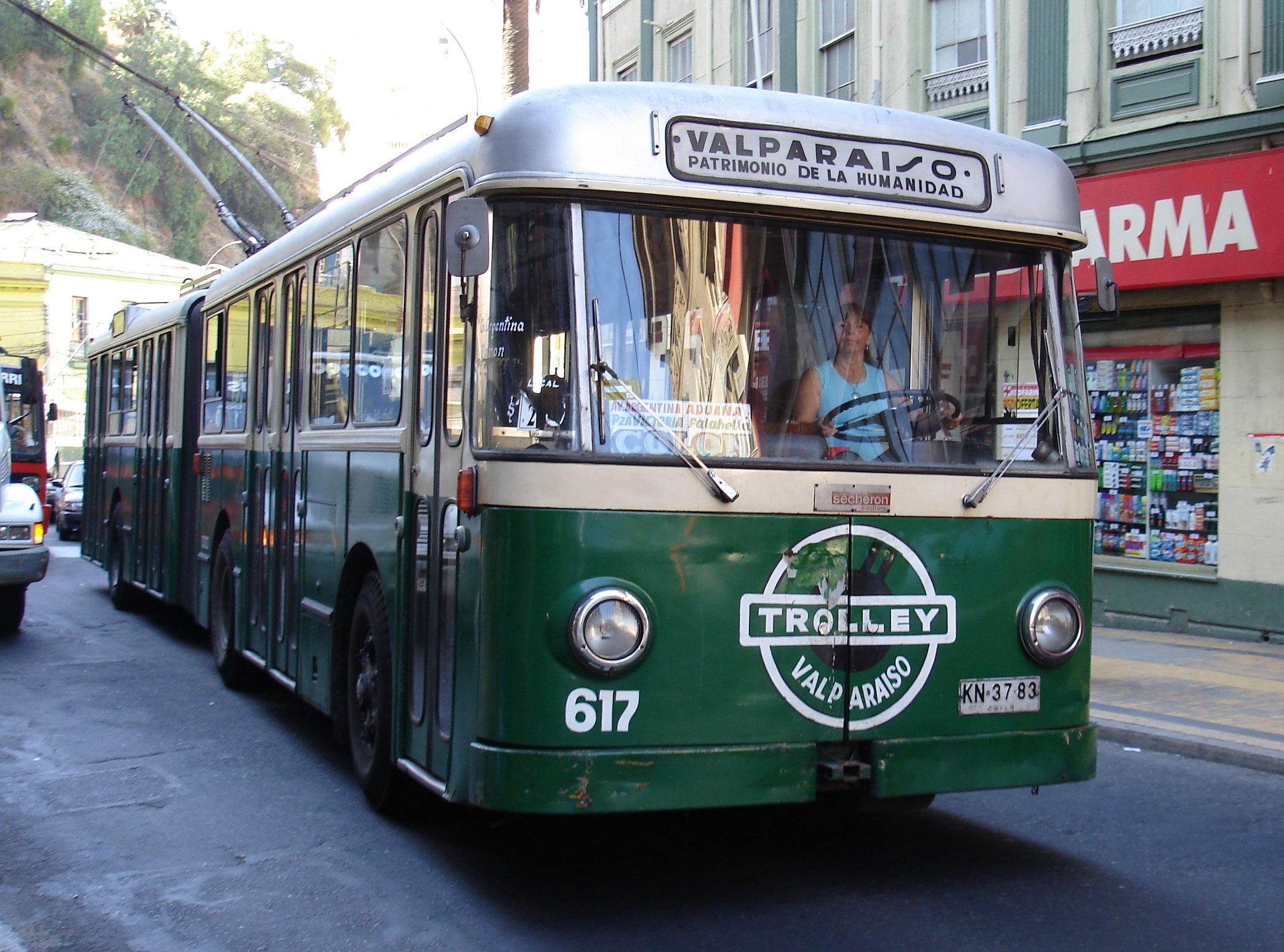
Trolebús circulando por las calles de Valparaíso, Chile.

- Kiepe Electric (solo componentes eléctricos)
- Hispano Carrocera (carrocerías)
- Marcopolo (carrocerías)
- BTZ (Rusia, integral)
- ZIU/Trolza (Rusia, integral)
- Skoda
- Ganz Transelektro + Solaris equipo eléctrico Ganz
- Volvo
- Man
- Mercedes Benz
- Alfa Romeo / Fiat  (actualmente Iveco/Irisbus)
- British United Traction
- ABB (equipos eléctricos)

Asia:
- Guantong Bus

- Yutong (China)

América:

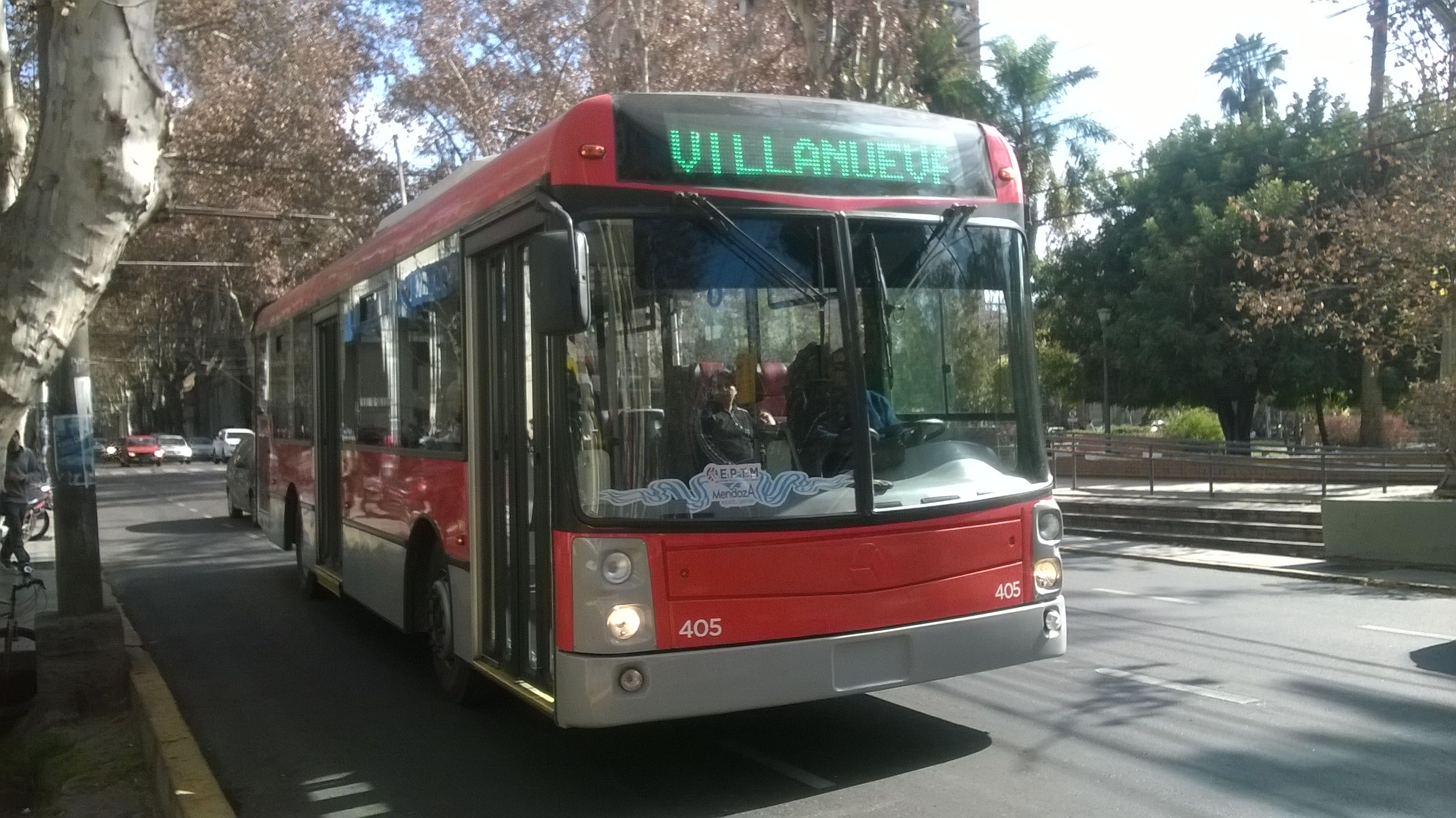
Trole del EPTM Mendoza

- Eletra (Brasil - equipos eléctricos)[2]
- Caio Induscar (Brasil - carrocerías)
- WEG (Brasil, equipos eléctricos)[3]
- EPTM (Empresa Provincial de Transporte de Mendoza) y Materfer (Argentina)
- Autopartes y Componentes (Ayco)
- DINA (Diesel Nacional)
- New Flyer

## Curiosidades
La línea de trolebús más larga del mundo, con una longitud de 86 km, une la ciudad rusa de Simferópol con Yalta, en la costa del Mar Negro.
La flota más antigua de este tipo de vehículos, además de la máquina más longeva en funcionamiento, circula por las calles de la ciudad chilena de Valparaíso.[cita requerida]

## Trolebuses en el mundo
Actualmente hay alrededor de 315 ciudades o áreas metropolitanas donde los trolebuses aún operan, y más de 500 sistemas de trolebuses adicionales han existido en el pasado. Para una lista completa de los sistemas de trolebuses de la localidad, con las fechas de apertura y (en su caso cierre), consulte la lista de los sistemas de trolebuses y las listas relacionadas con indicadas allí.
En distintos países del mundo existen ciudades que cuentan con servicios de trolebuses.
En Sudamérica, por ejemplo, muchas ciudades tienen hasta el día de hoy servicios de autobuses eléctricos, y otras lo tuvieron en otros tiempos (como Montevideo, Uruguay).

### África
No hay sistemas de trolebuses en la actualidad, pero en el pasado, los trolebuses han prestado servicio en varias ciudades de Sudáfrica, así como en dos ciudades en Argelia, tres en Marruecos, una en Túnez y otra en Egipto. La última ciudad en el continente que tuvo un servicio de trolebuses fue Johannesburgo, cuyo sistema cerró en 1986.

### América

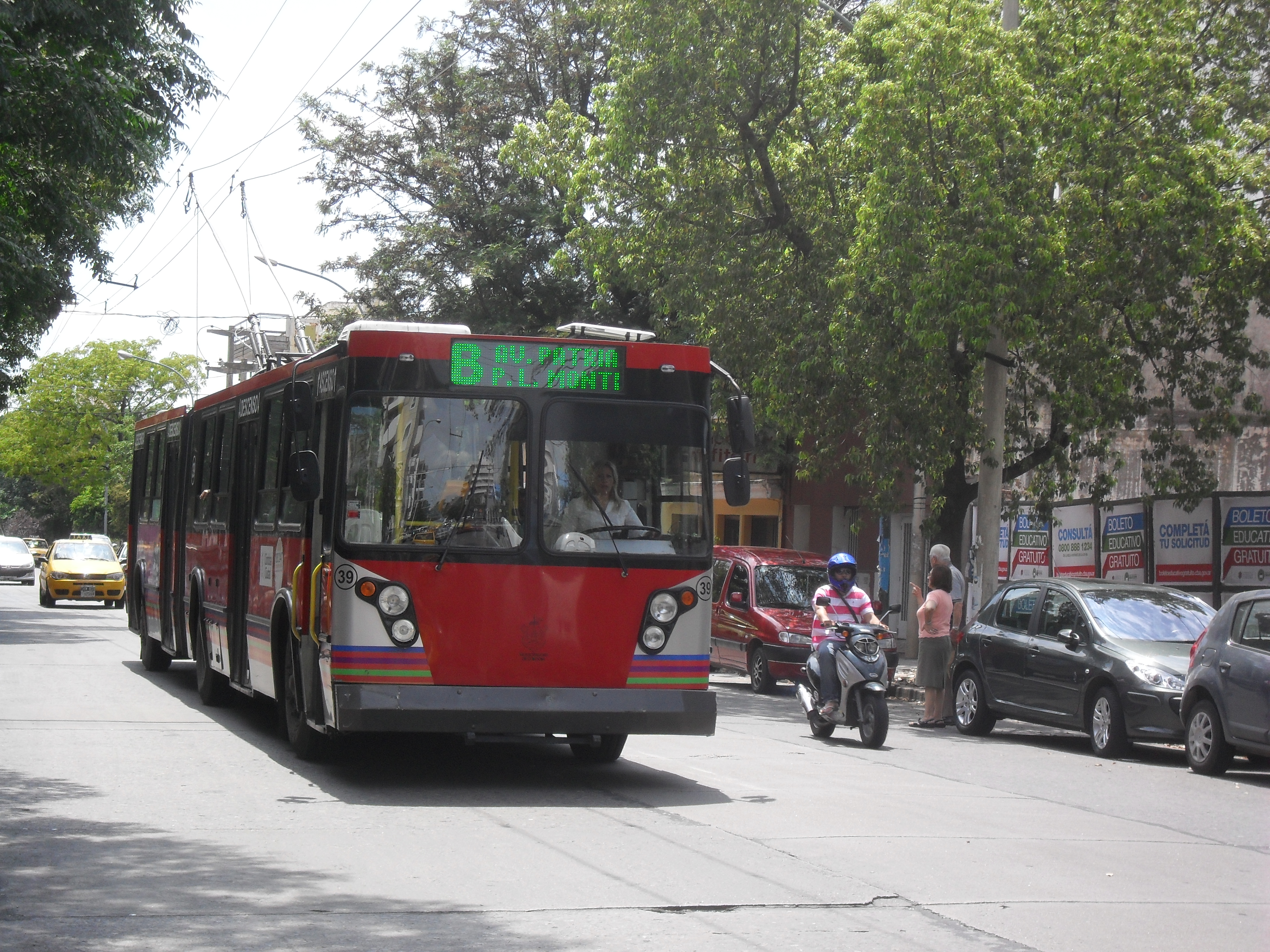
Unidad de trolebús de Córdoba, Argentina.

- Argentina. En Mendoza se inauguró la primera línea de trolebús del país en 1913, pocos días antes de la inauguración en Buenos Aires de la primera línea de subterráneo del hemisferio sur. Existen otras tres ciudades diferentes que actualmente cuentan con un servicios de trolebuses. El sistema de trolebuses de la ciudad de Córdoba existente desde el año 1989 y cuenta con tres líneas: A, B y C. Otras de las ciudades que cuenta con su propia red es Mendoza, que cuenta con cuatro líneas y su servicio fue inaugurado en el año 1958. Con la línea línea K y la línea Q (desde 2017), la ciudad de Rosario cuenta con su red de trolebuses, también desde el año 1958; en el pasado, en Rosario también existieron las líneas G, H, J y M, todas desaparecidas durante los 70 y 80. Las ciudades de Mar del Plata, Buenos Aires y La Plata contaron con líneas de trolebuses en su momento, pero ante su déficit económico dejaron de funcionar. Recientemente se comenzó a buscar poner en funcionamiento este medio de transporte en la ciudad de Florencio Varela[5] aprovechando que las empresas rusas Kamaz S. A. S. y Trolza S.A. instalarán una planta en el Parque Industrial y Tecnológico de ese distrito.[6][7]

- Brasil cuenta con tres redes diferentes: dos sistemas (separados entre sí) en São Paulo y otro en Santos. El sistema de la ciudad de São Paulo fue creado en 1949 y opera hasta hoy. En el año 2000 dicha ciudad tenía la red de trolebuses más larga del hemisferio sur, con 559 vehículos y una red de 326 km de extensión.[8] La ciudad de São Paulo posee actualmente 201 modernos trolebuses en operación, siendo 51 de ellos con baterías que permiten su operación desconectada de los cables por hasta 7 km.[9][10][11]

- En Canadá, sólo las ciudades de Vancouver, Laval y Montreal cuentan con redes de trolebuses. La ciudad de Edmonton contó con un sistema hasta mayo de 2009.

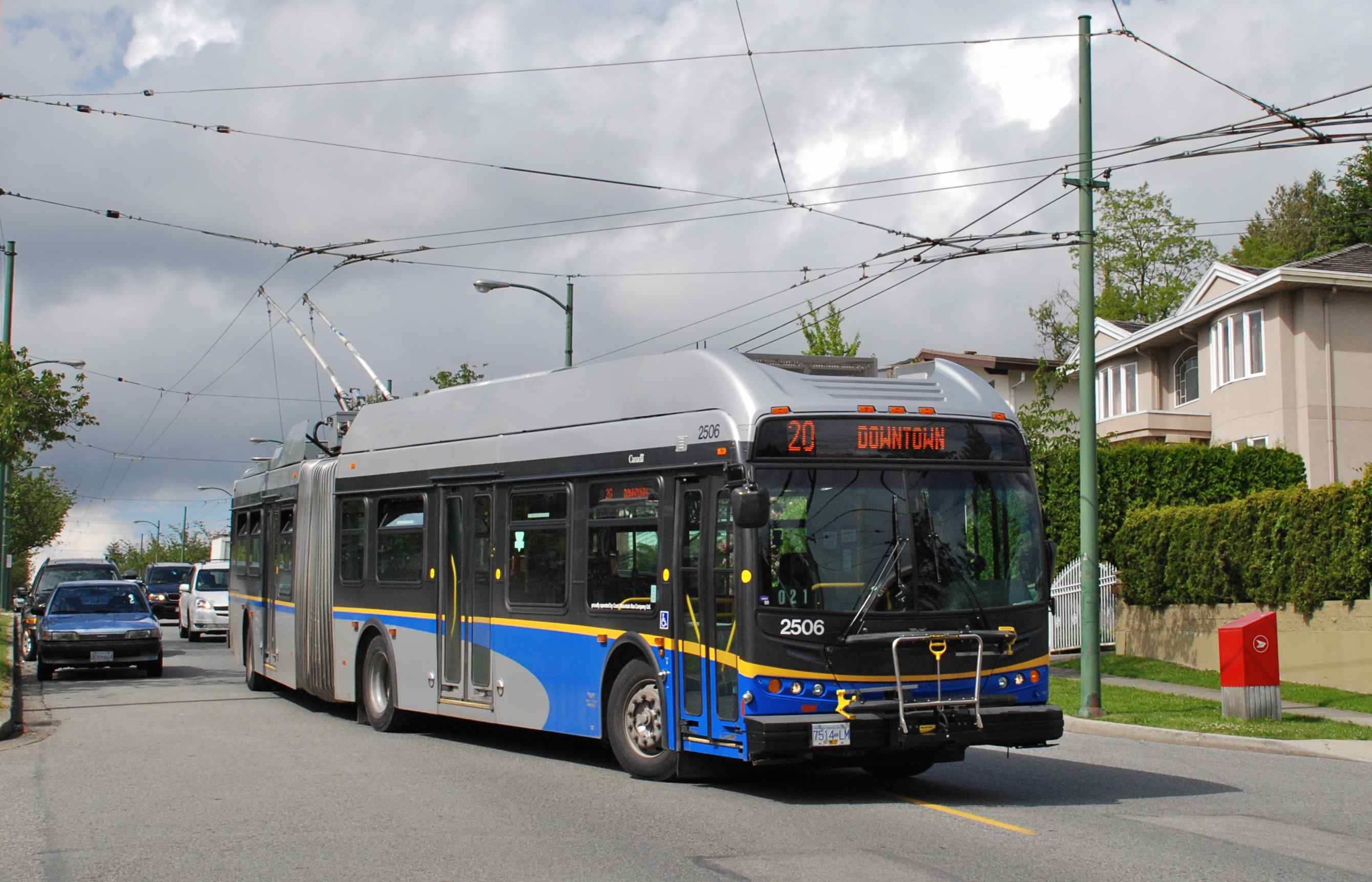
Trolebús de Vancouver.

En varias otras ciudades canadienses han funcionado los sistemas de trolebuses en el pasado. En Hamilton, se utilizaron desde 1951 hasta finales de 1992. Toronto tuvo inicialmente una flota experimental de cuatro trolebuses desde 1922 hasta 1927, pero más tarde mantuvo una flota de alrededor de 150 vehículos desde 1947 hasta 1992. Otros 40 trolebuses arrendadas desde Edmonton continuó la operación en Toronto hasta que el contrato expiró en julio de 1993, y los autobuses fueron devueltos a Edmonton unos meses más tarde. La mayoría de los sistemas de trolebuses de otros lugares de Canadá fueron abandonadas durante los años 1960 y 1970, los dos últimos en desaparecer en ese momento (Saskatoon y Calgary) cerraron sus puertas en 1974 y 1975, respectivamente.

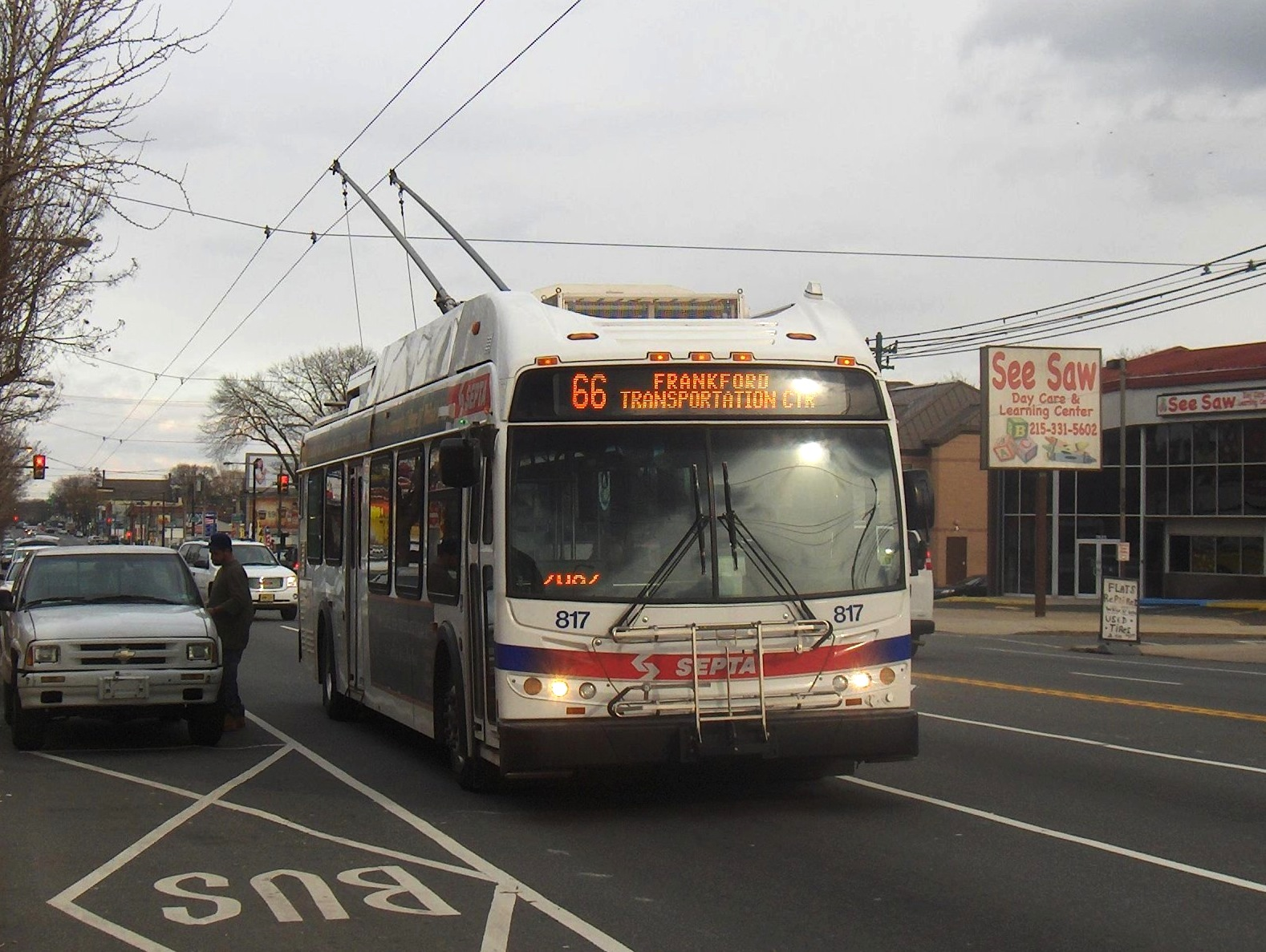
Trolebús de Filadelfia.

- Colombia. En el país fueron las dos ciudades principales las que emplearon trolebuses. Medellín fue la primera ciudad colombiana en emplear trolebuses ya que se había cerrado el servicio del tranvía. El servicio de trolebuses de Medellín comenzó el 12 de octubre de 1929 sobre la ruta 6, que servía al distrito de Los Ángeles. Nueve trolebuses estaban corriendo sobre dos rutas en Medellín cuando el TMM suspendió todo el transporte eléctrico en 1951. Actualmente se planea construir una línea de 12 km en el Municipio de Bello (miembro del área Metropolitana del Valle de Aburrá e integrarlo al SITVA y al Sistema Metro de Medellín). Bogotá, siguió a Medellín con la implementación del trolebús. supo tener su sistema de troles que estuvo en servicio entre 1948 y 1991. Era operado por la Empresa Distrital de Transportes Urbanos (EDTU), liquidada a principios de los noventa.

- En Chile, la única ciudad donde opera un servicio de trolebuses es en Valparaíso. El servicio está en funciones desde 1952 y es la segunda red de trolebuses más antigua de Latinoamérica. Desde 2007 el sistema es administrado por Trolebuses de Chile S. A., dentro del marco del sistema de Transporte Metropolitano de Valparaíso. La flota cuenta con el trolebús N°814, un Pullman Standard 43-CX del año 1947, el más antiguo del mundo en funcionamiento.[cita requerida]

- En Ecuador, Quito es otra de las que también cuenta con trolebuses en su sistema de transporte público. Desde el año 1995, la ciudad de Quito cuenta con más de 20 kilómetros de red y seis líneas.

- En Estados Unidos, desde la apertura del primer sistema, tuvieron una vida relativamente corta. La primera red operó desde 1910 en Los Ángeles, y a partir de ahí, más de 60 ciudades del país han sido atendidos por trolebuses, en algunos casos por dos o más sistemas independientes gestionadas por diferentes empresas privadas.

En la actualidad, cinco ciudades (y en casos, sus áreas metropolitanas) cuentan con sistemas de trolebuses: Boston y su ciudad conurbana de Cambridge; Filadelfia; San Francisco; Seattle y Dayton.

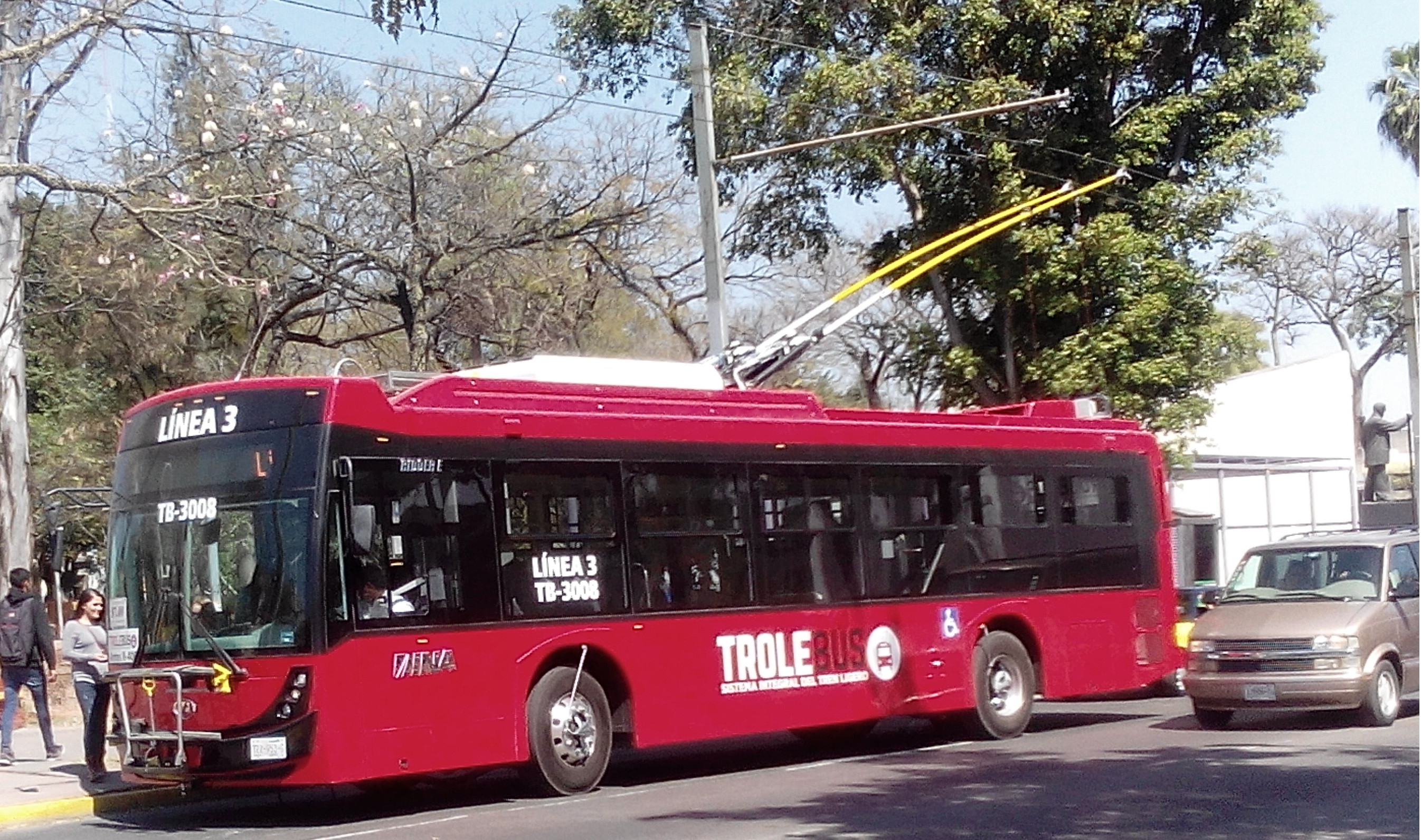
Trolebús de Guadalajara, México.

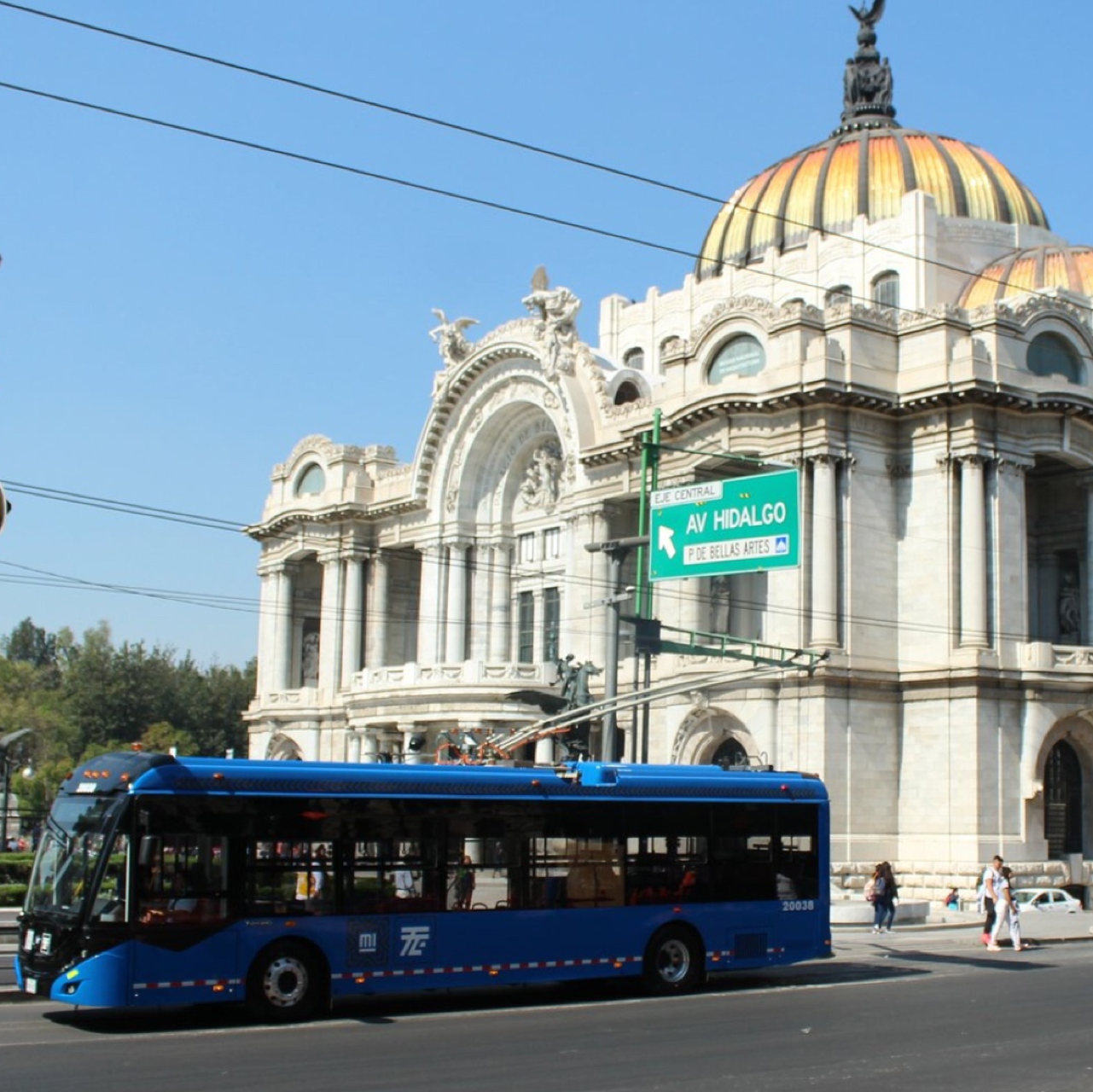
Trolebús de Ciudad de México.

- En México, la Red de Trolebuses de la Ciudad de México es una de las más grandes del continente: cuenta con 261 kilómetros de red, que está perfectamente integrada con los demás sistemas de transporte a lo largo del recorrido de sus diez líneas. Por otra parte, Guadalajara consta de una línea de trolebuses operada por SITEUR, que también se encarga del servicio de tren ligero en la ciudad.

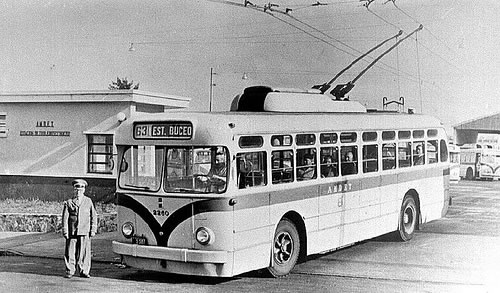
Trolebús de la Administración Municipal de Transporte en Montevideo, Uruguay

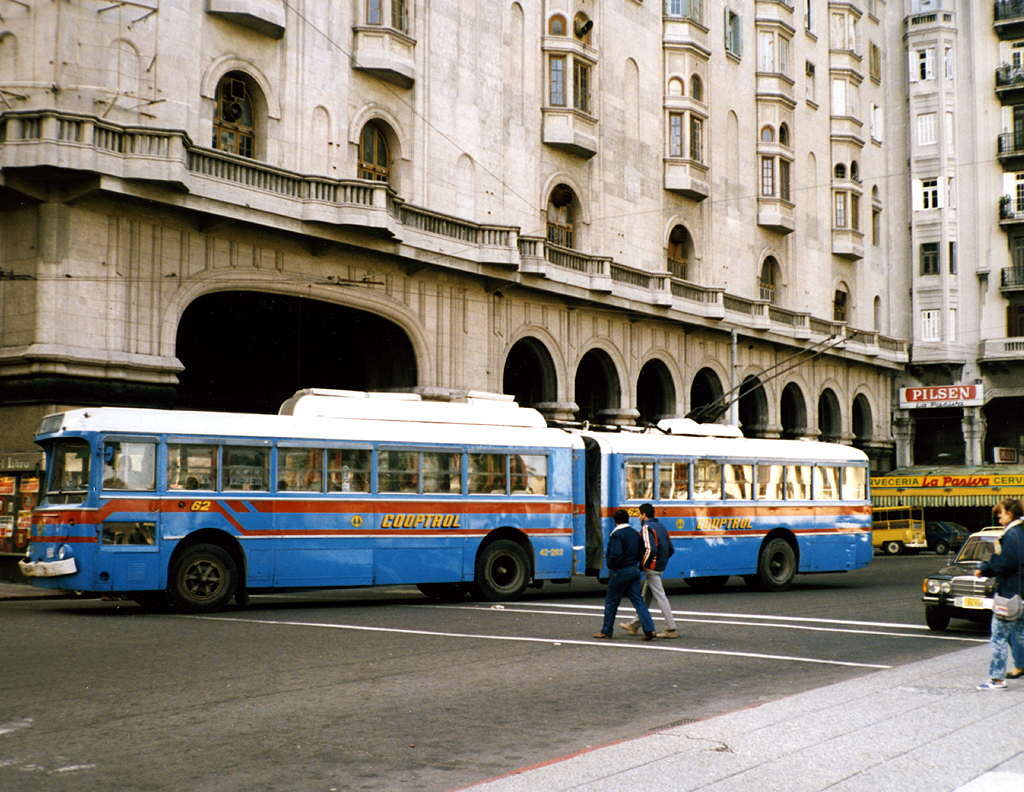
Artículado en
Montevideo 1980

- En Uruguay, la ciudad de Montevideo contó con un amplio sistema público de trolebuses que sustituyeron de alguna forma al tranvía en los años cincuenta. Dicho sistema opero hasta 1975 cuando pasa a manos de una cooperativa. En los años noventa el sistema sería disuelto.[12]

- En Venezuela se cuenta con un solo sistema que califica dentro de trolebús: Trolmérida en la ciudad de Mérida con 18,2 kilómetros de red.

### Asia

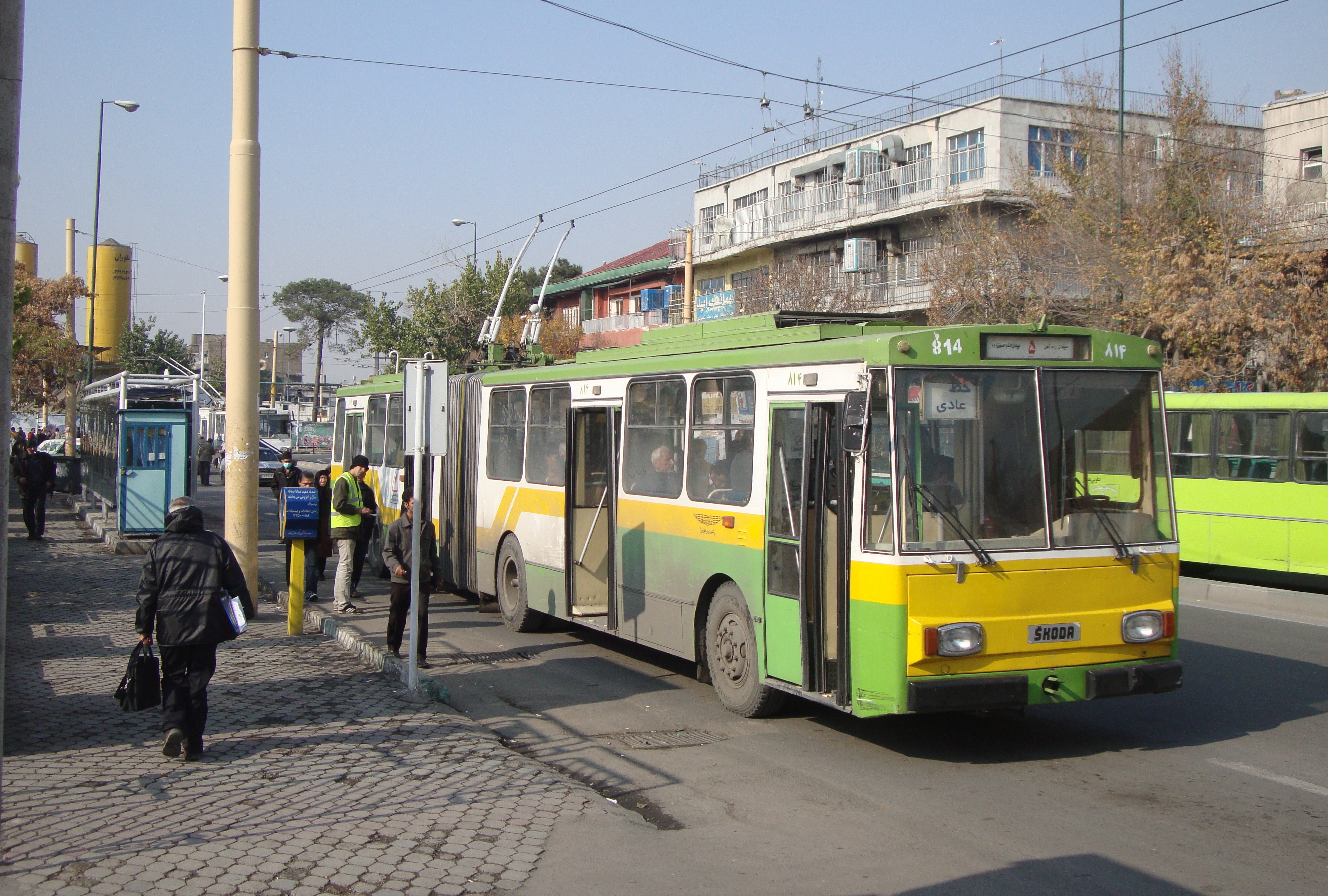
Trolebús de Teherán.

- Armenia cuenta con 24 líneas operativas de trolebuses en la ciudad de Ereván desde 1949, instaladas durante el gobierno comunista de la URSS.

- China cuenta con más de 27 ciudades que cuentan con recorridos de trolebuses: Shanghái, el servicio más antiguo operativo desde 1914; Pekín, entre otras cuenta con una de las redes más extensas.

- En Corea del Norte existe una red de trolebuses en Pionyang, que posee alrededor de 57 kilómetros de largo, y conecta la ciudad con algunos suburbios.

- En la India, algunas de sus ciudades contaron con servicio de trolebuses, uno en Nueva Delhi (entre 1935 y 1962) y otro Mumbai (entre 1962 y 1971).

- Por su parte, Irán cuenta desde 1992 con una red en Teherán.

- Siete ciudades de Japón contaron con servicios urbanos. En la actualidad, existen sólo dos líneas de uso turístico que recorren áreas montañosas.
- Mongolia es otro de los países que cuentan con una red de trolebuses, introducidas en esta nación durante el período de industrialización de la URSS.

- Nepal operó una ruta entre 1975 y 2001, se reanudó en 2003 con objetivos de expandirla y fracasó, por lo que el país quedó sin trolebuses en 2009.

### Europa
- En España podemos mencionar el servicio de TRAM que se presta en la ciudad de Castellón donde sólo existe una línea.

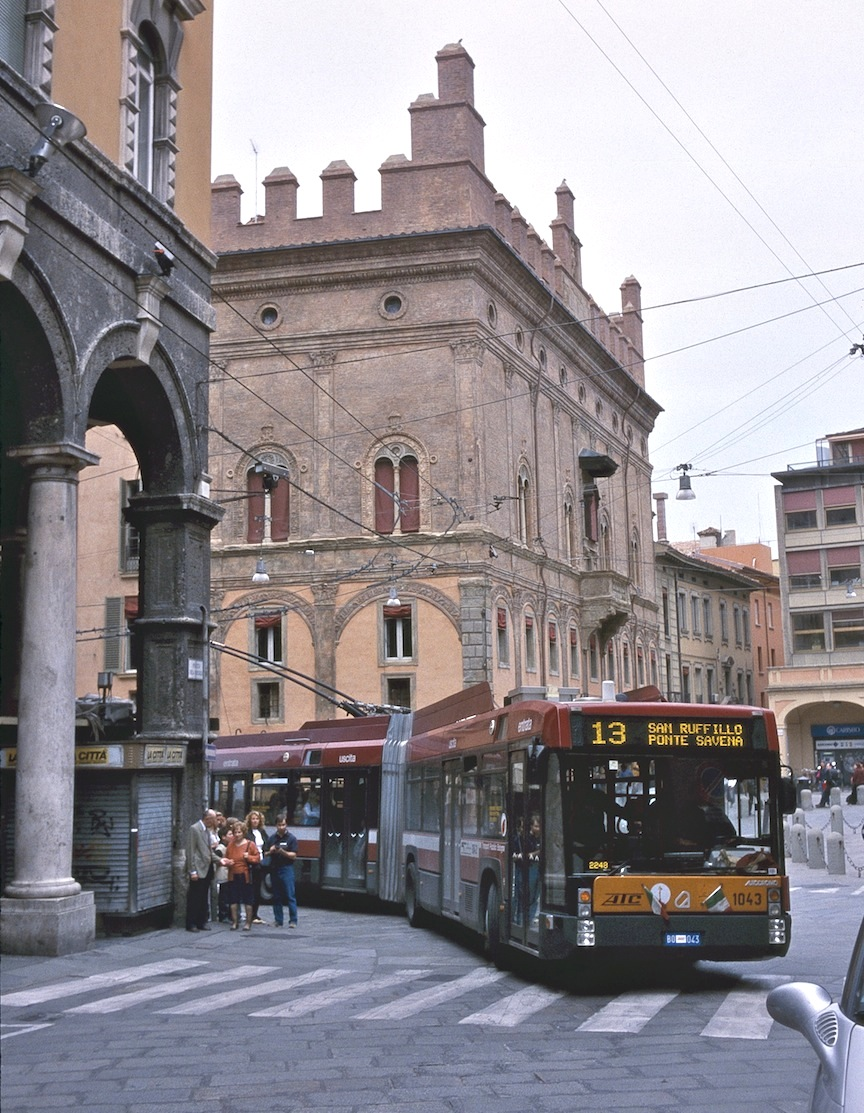
Trolebús de Bolonia.

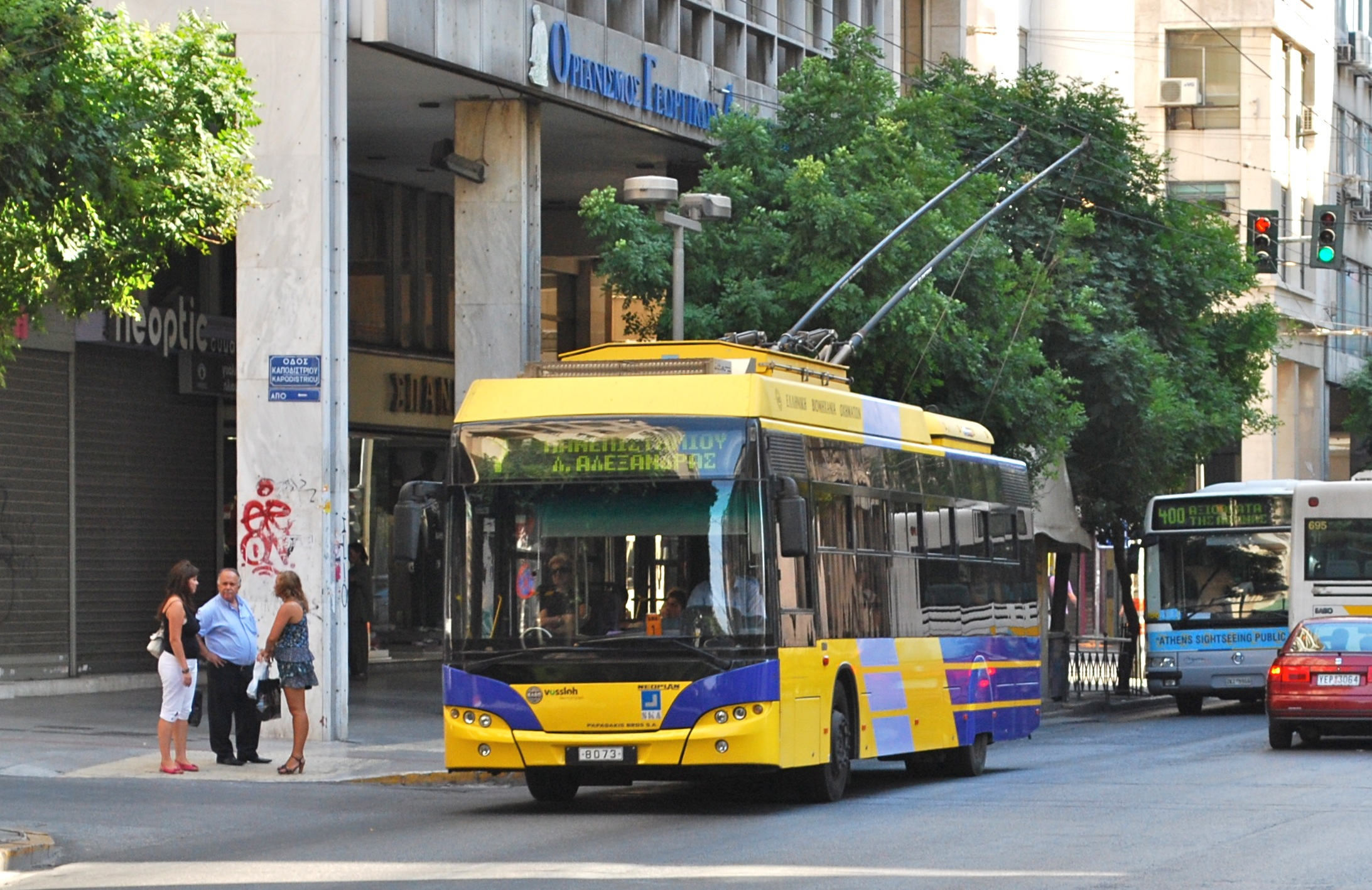
Trolebús de Atenas.

Otras ciudades que cuentan con redes de trolebuses activas son: Minsk (Bielorrusia); Parma (Italia) al igual que en otras 13 ciudades; Zúrich (Suiza) y otras 12 localidades; Salzburgo (Austria); Sarajevo(Bosnia y Herzegovina); varias ciudades en Bulgaria; trece redes en República Checa; cuatro ciudades de Francia; tres ciudades en Alemania operan servicios en un país que tuvo 60 redes; Atenas (Grecia); Budapest (Hungría); Gdynia, Lublin y Tychy (Polonia) entre otros países.
En países como Bélgica, Dinamarca, Estonia o Finlandia las redes de trolebuses han sido suplantadas por tranvías o colectivos diésel.

### Oceanía

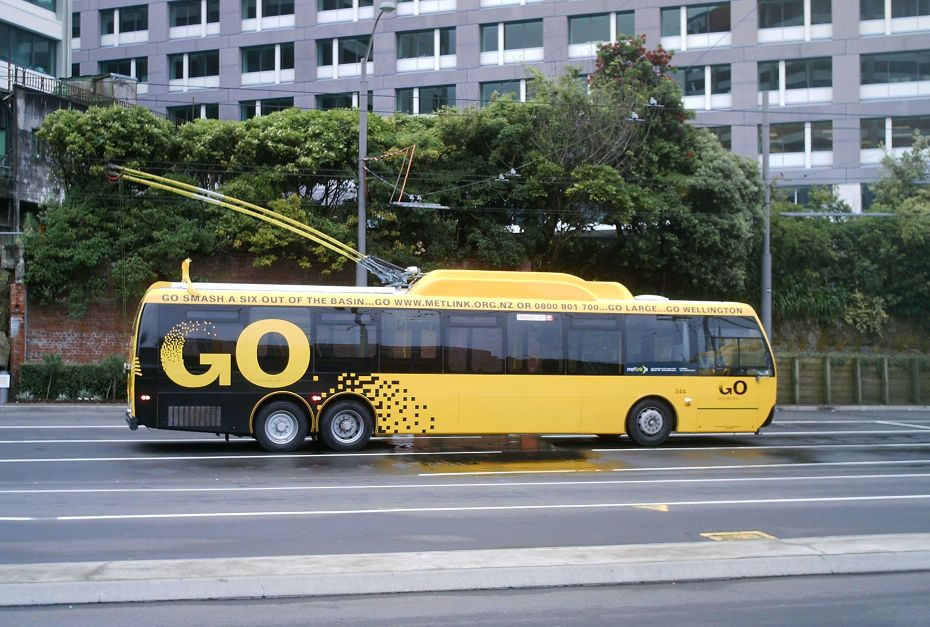
Trolebús de Wellington.

- Solo Nueva Zelanda tiene un tendido en operación actualmente, en Wellington. Esta red cuenta con nueve líneas. En el pasado, existieron trolebuses en Australia, en las ciudades de Adelaida, Brisbane, Hobart, Launceston, Perth y Sídney.